# Marienkirche (Reutlingen)

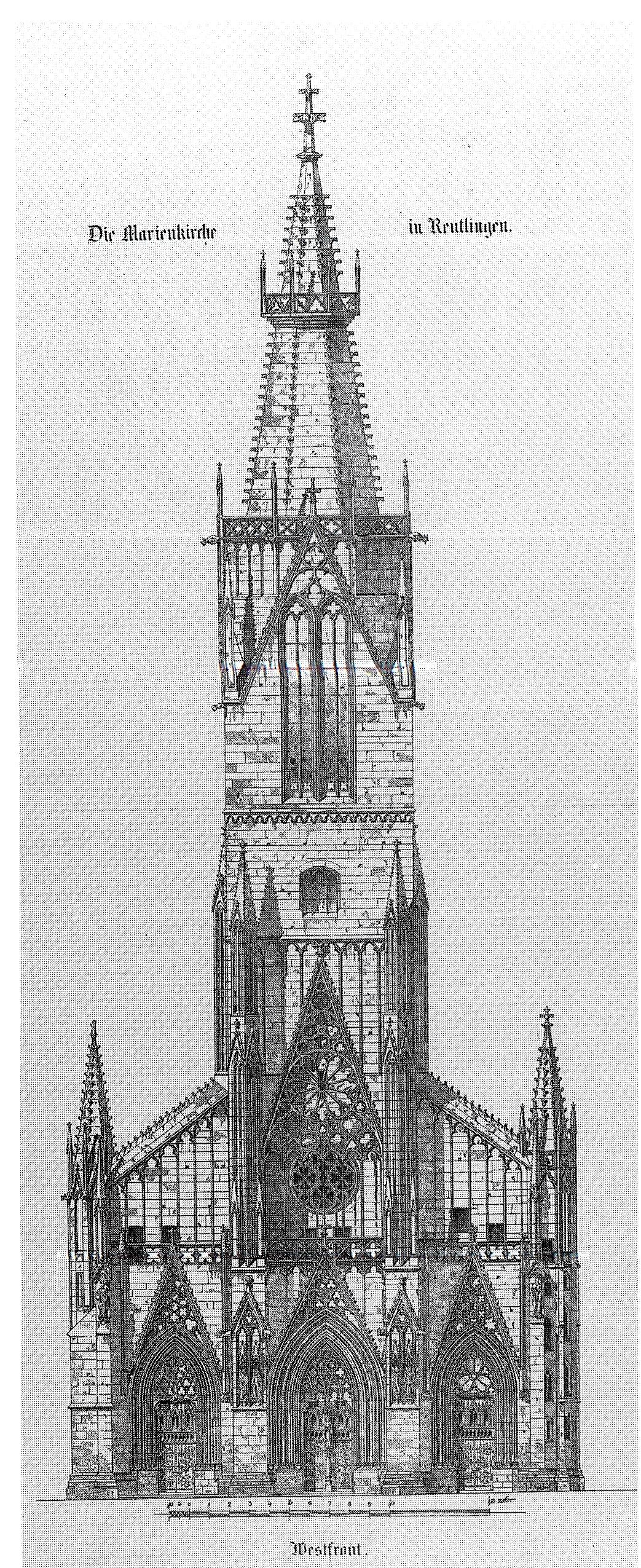
August Stechert (1859–1933) Reutlingen, Marienkirche.

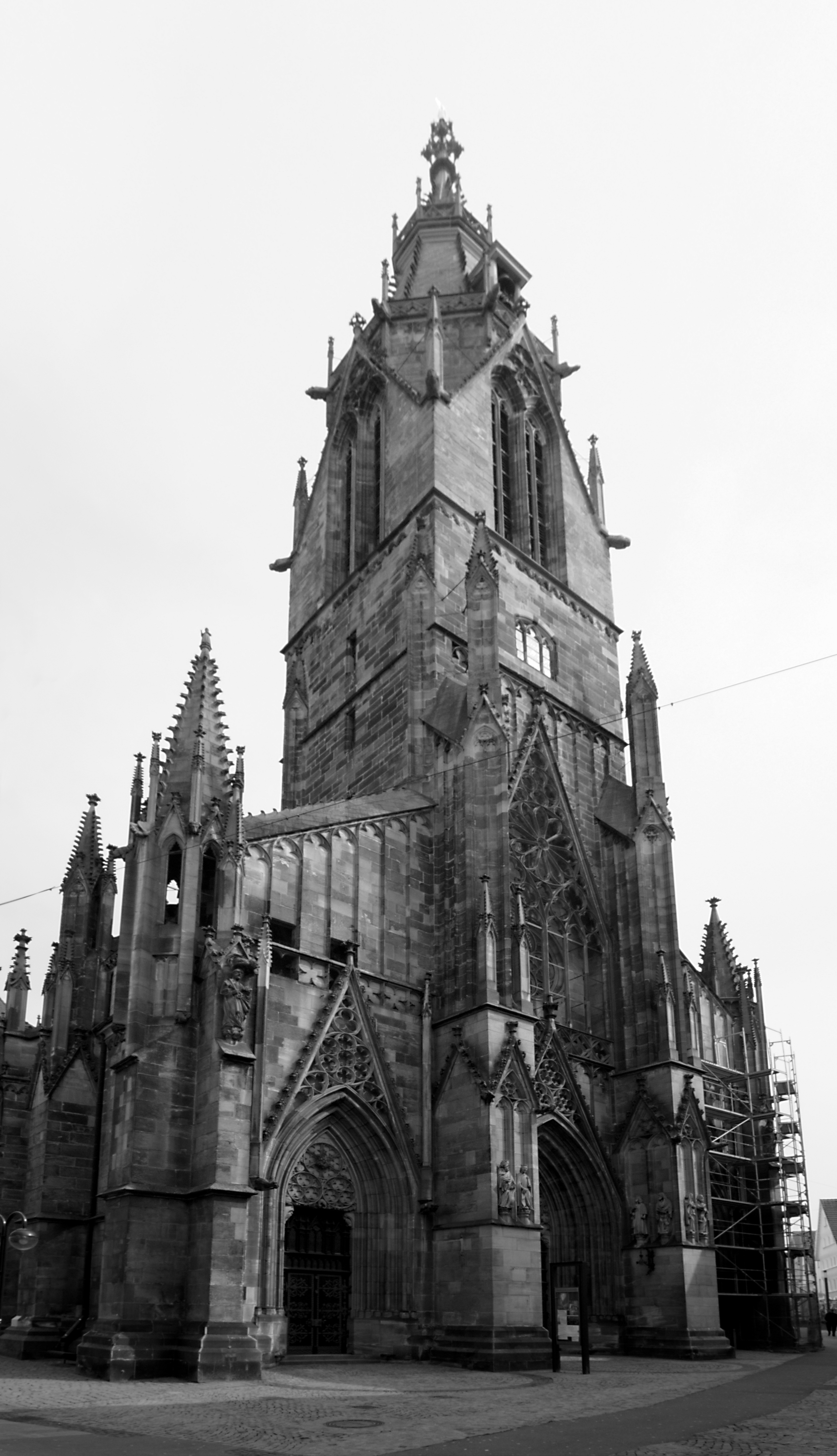
Westportal und Hauptturm

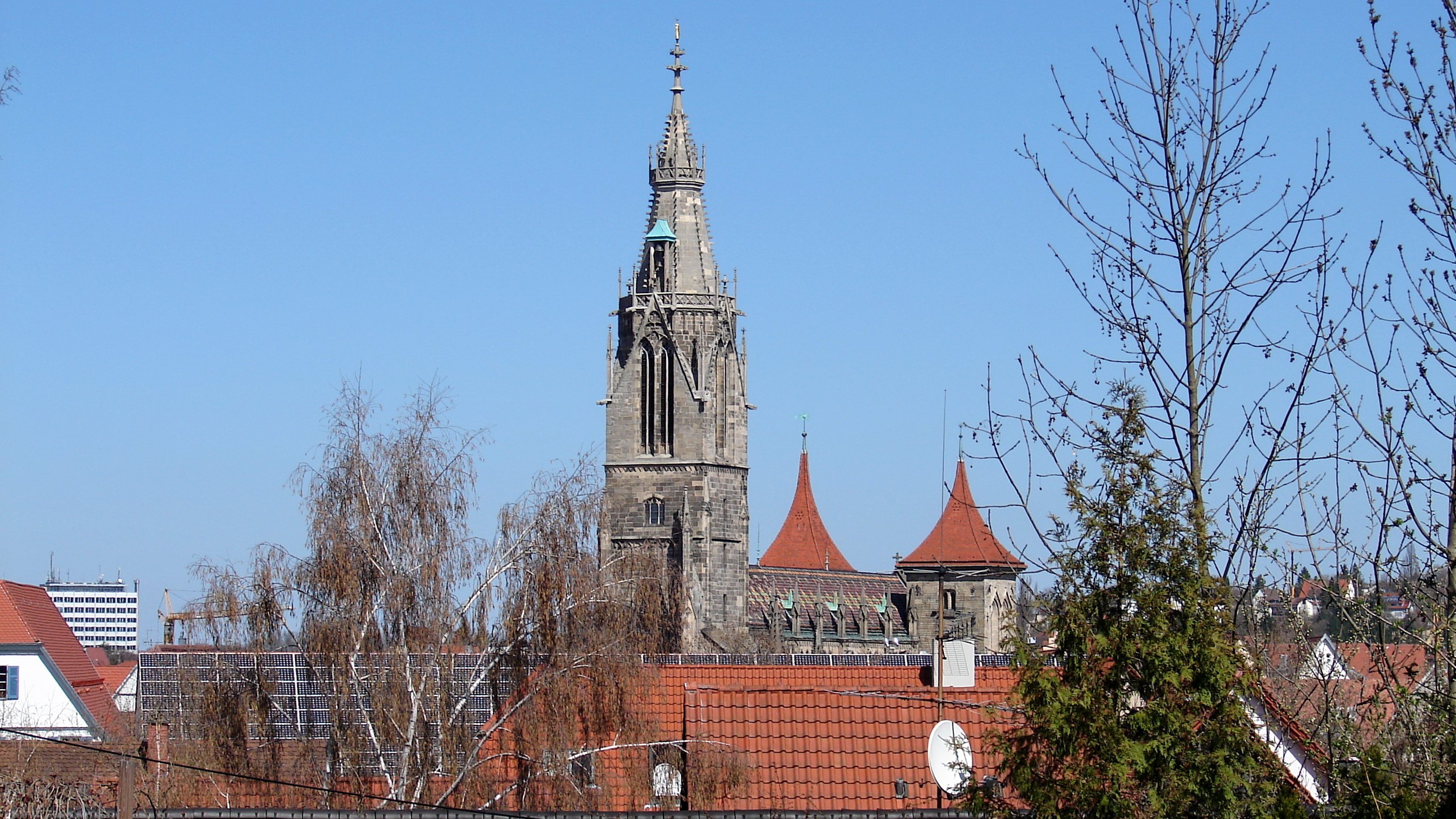
Ansicht von Süden

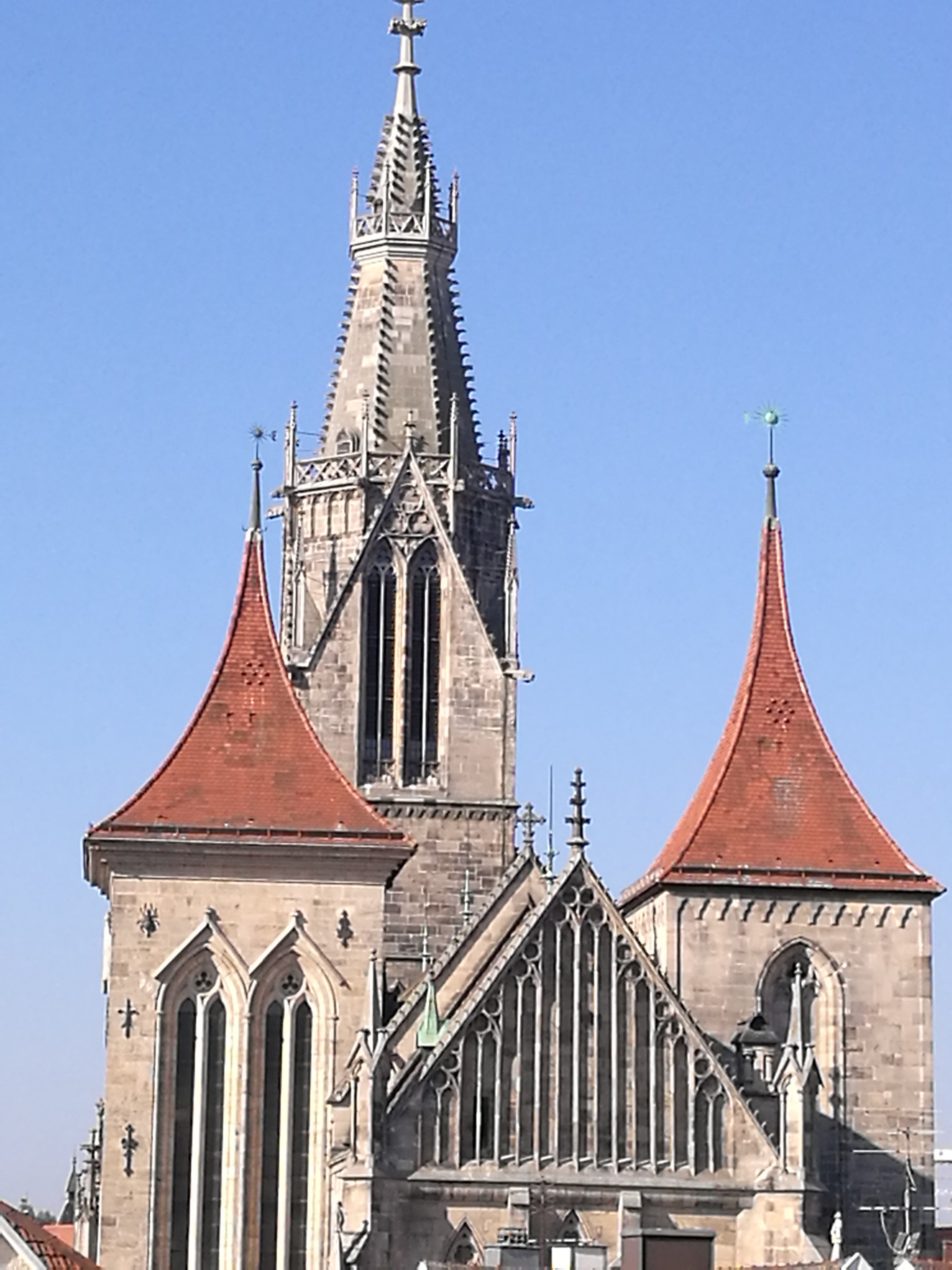
Dieses Bild zeigt die um 1250 begonnene Chorseite. Die Türme zu Seiten des Vorchores enthalten die ältesten Bauteile. Der Chorabschluss mit dem Vorgesetzten Maßwerk am Giebel stammt aus der zweiten Bauphase ab etwa 1290.

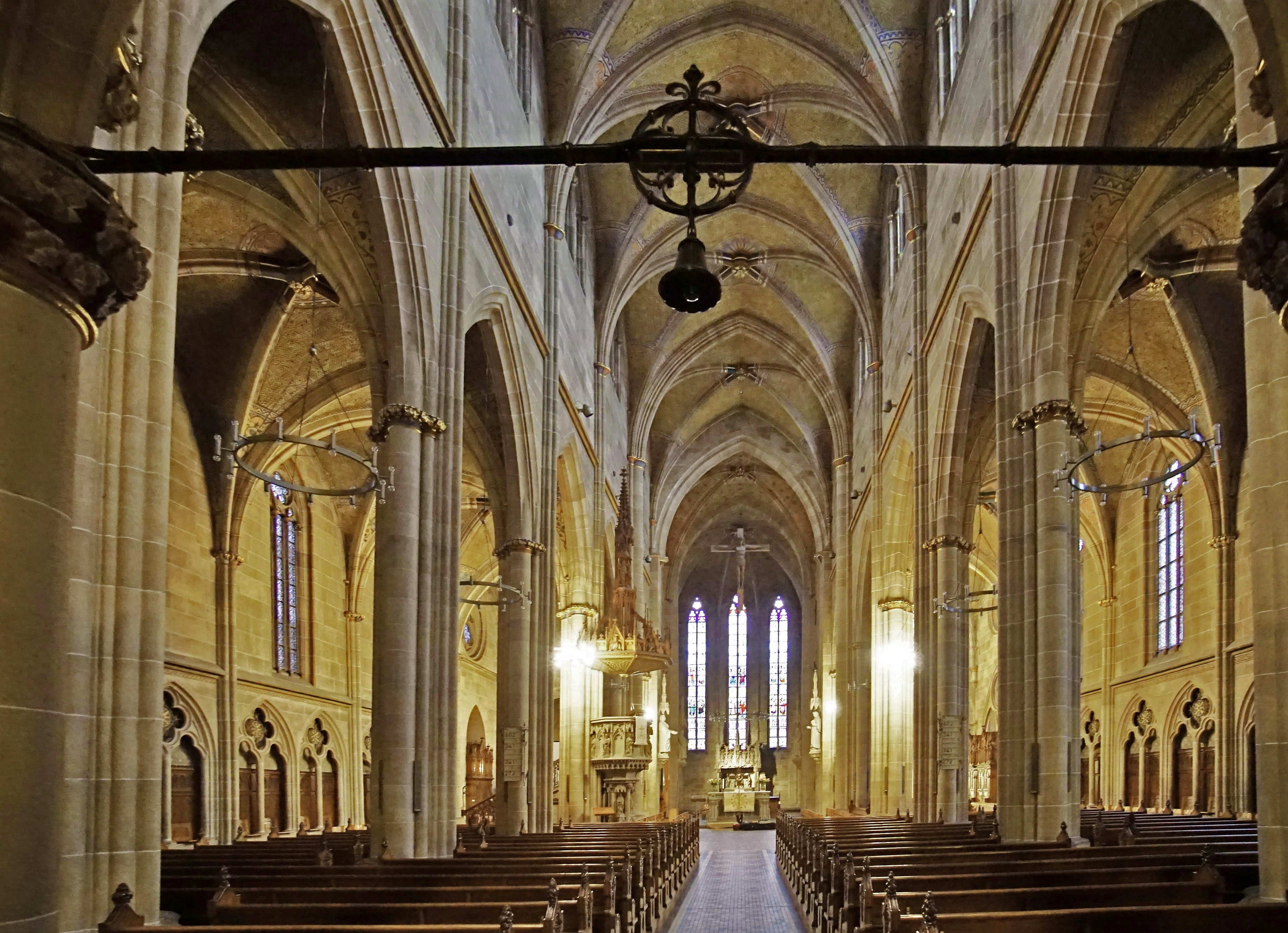
Innenansicht gegen den Chor

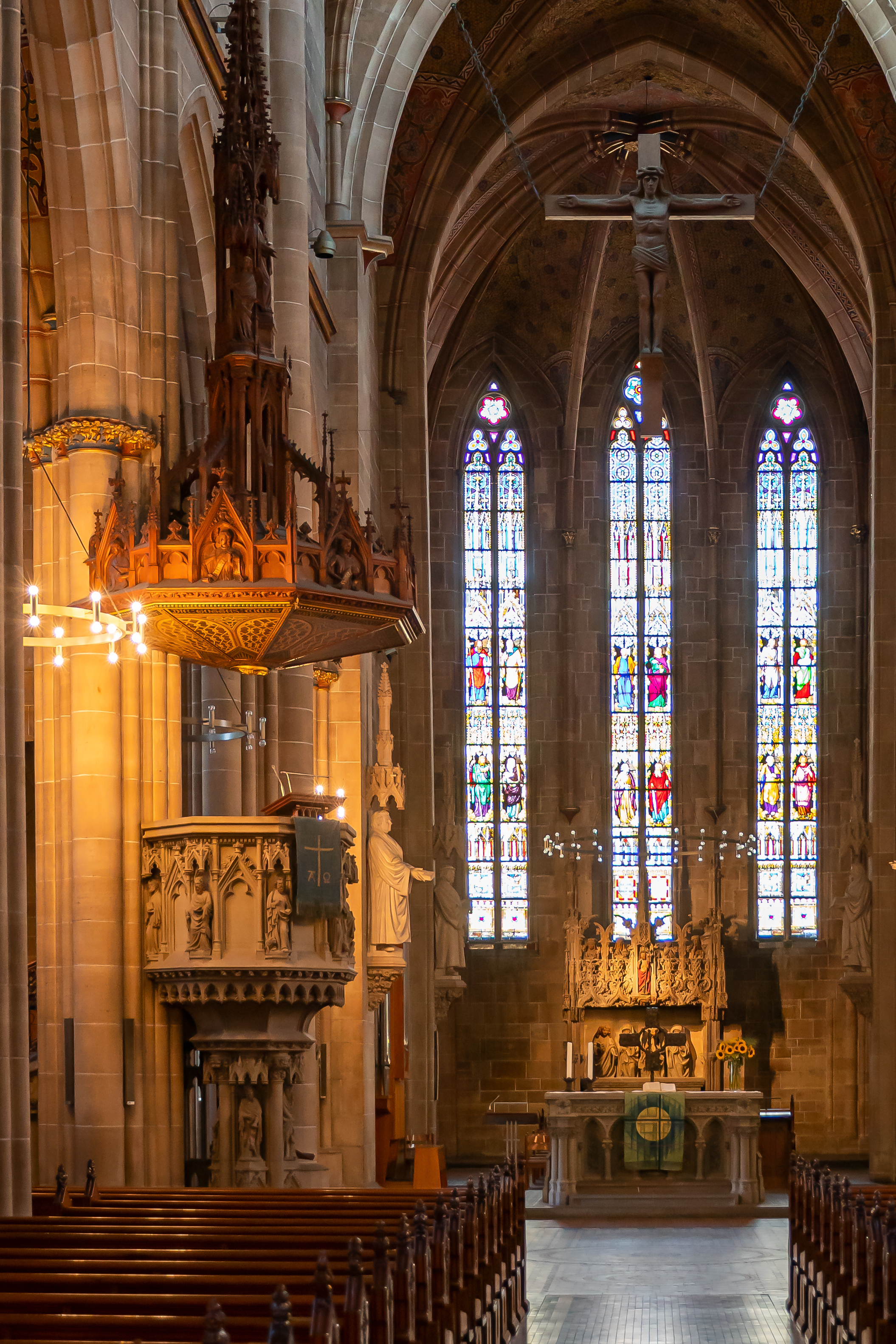
Chor, Kanzel und hängendes Kreuz

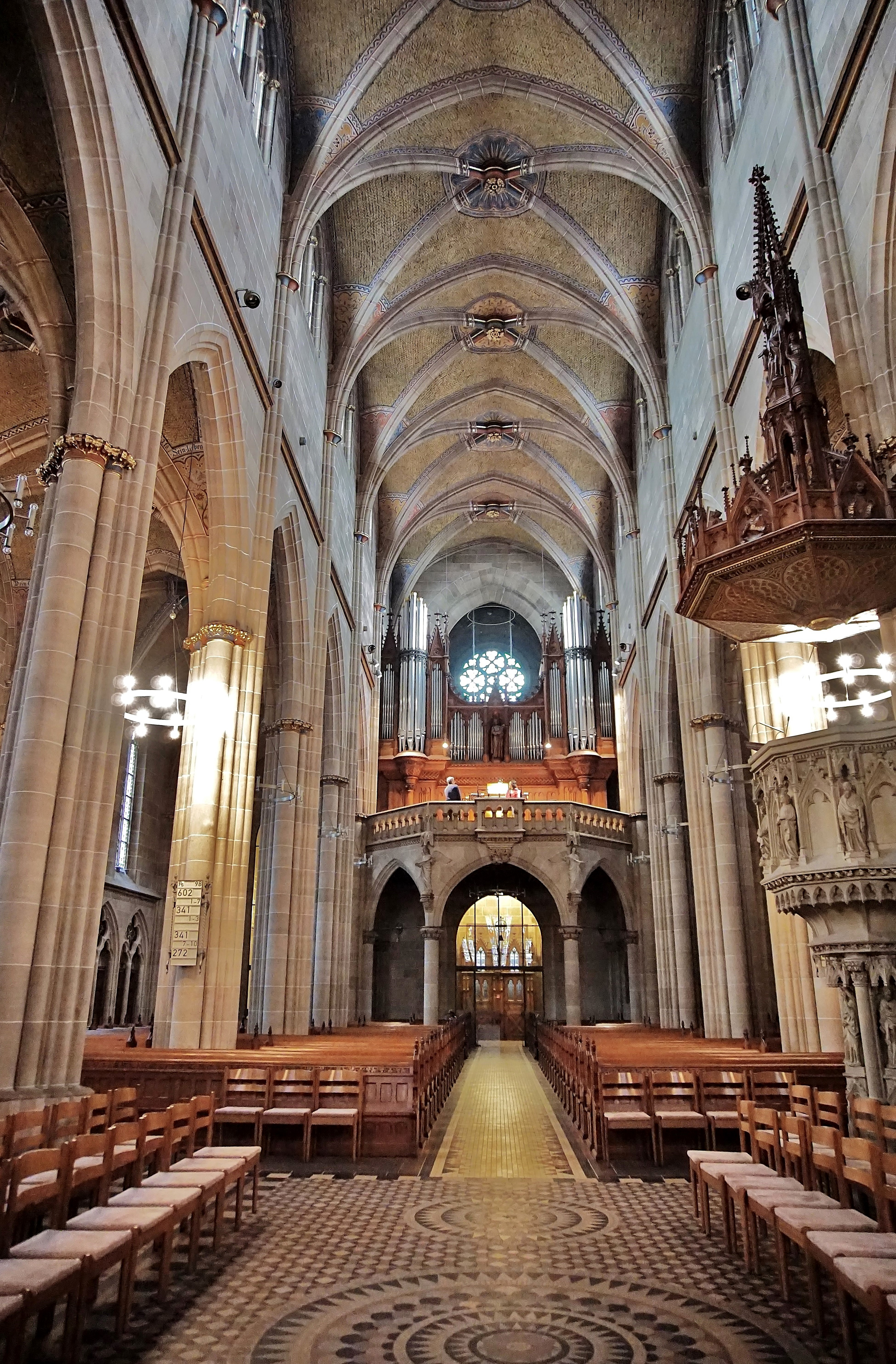
Innenansicht gegen die Orgelempore

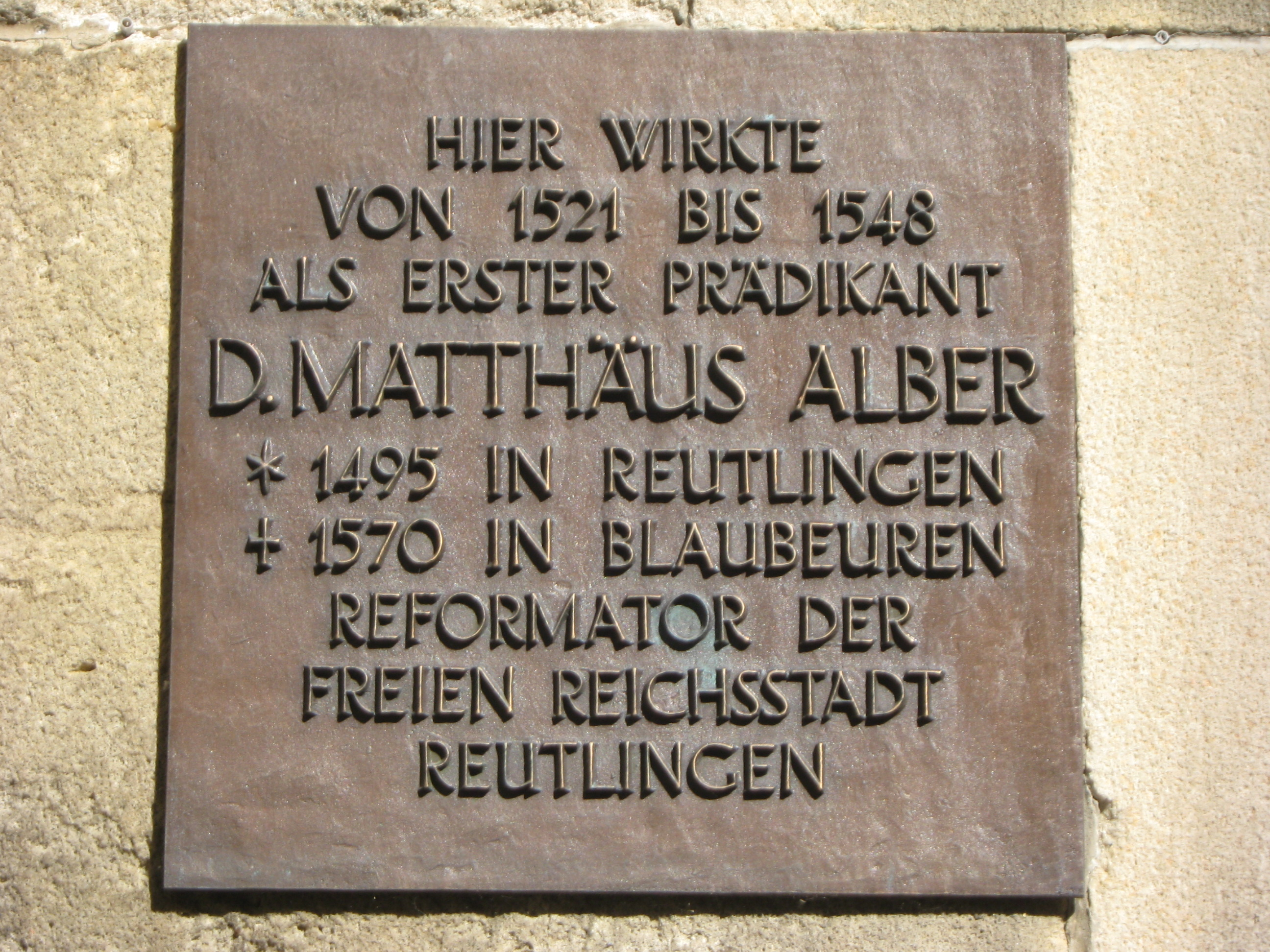
Erinnerungstafel zum Wirken Matthäus Albers an der Außenmauer der Reutlinger Marienkirche

Die Marienkirche, benannt nach der Mutter Jesu, ist eines der Wahrzeichen der baden-württembergischen Kreisstadt Reutlingen. Die zwischen 1247 und 1343 erbaute Kirche zählt heute zu den schönsten und bedeutendsten Sakralbauten der Gotik in Württemberg. Sie war von 1521 bis 1548 Wirkungsort des „schwäbischen Reformators“ Matthäus Alber, der von hier aus die Lehren der Reformation Martin Luthers in der damaligen Freien Reichsstadt und im südwestdeutschen Raum verbreitete. Seither ist die Marienkirche Zentrum der evangelischen Gemeinde Reutlingens. Beim großen Stadtbrand von 1726, der etwa 80 % des Gebäudebestandes Reutlingens zerstörte, wurde die Marienkirche schwer beschädigt; die bis dahin bestehende innere Ausstattung ging dabei verloren, mit Ausnahme des spätgotischen Heiligen Grabes und des Taufsteins aus dem Jahr 1499. Zwischen 1893 und 1901 wurde die Kirche in neugotischem Stil umfassend restauriert. Seit 1988 ist die Marienkirche eines der nationalen Kulturdenkmale in Deutschland.

## Baugeschichte
Für die Baugeschichte der Marienkirche ergibt sich, ähnlich wie bei anderen Kirchen in diesem Zeitraum, das Problem, dass keine schriftlichen Nachweise über die genauen Baudaten und Bauvorgänge existieren. Genauere Datierungen können somit nur anhand von stilistischen Vergleichen, dendrochronologischen Befunden und Rückdatierungen vorgenommen werden. Die ersten Bauaktivitäten werden von der Bauforschung in den Zeitraum zwischen 1250 und 1270 verortet. Anhand romanischer Sockel am Chor und den Chorflankentürmen wird davon ausgegangen, dass ein großer Teil der Chorwände und zumindest der untere Teil der Chorflankentürme vor 1270 fertiggestellt wurde. Der im Vergleich zur Gesamtbauzeit lange Zeitraum von zwanzig Jahren führt Kadauke auf die Arbeit mit einer verhältnismäßig kleinen Zahl an Steinmetzen (etwa zwanzig im Vergleich zu siebzig Steinmetzen im Zeitraum ab 1280) zurück.
Ab 1270 wird von einem radikalen Wechsel in der Bauführung ausgegangen. Anhand einer Bauzeichnung an einer Wand der Südsakristei könnte eine neue Bauhütte der Auslöser dieser Änderungen gewesen sein. Während dieser Phase wurden die bereits fertiggestellten Chorwände bis auf die Sohlbänke wieder abgetragen und im Stil der Hochgotik neu errichtet. Dabei wurde der eigentlich quadratische Chor auf eine polygonale Wirkung angelegt, unter anderem durch die unterschiedlich hohen Fenster an der Ostseite des Chores und das mehrteilige Kreuzrippengewölbe. Während dieser Bauphase, die bis etwa 1280 dauerte, wurde auch bereits die Südsakristei fertiggestellt und die Chortürme fast vollständig ausgebaut.
Von etwa 1280 bis 1310 wurde das Langhaus fertiggestellt. Die beiden ersten Langhausjoche sind etwas breiter als die restlichen fünf. Dies führt Kadauke darauf zurück, dass nach der Fertigstellung der ersten beiden Joche eine Fortführung in derselben Jochbreite zu einem Platzproblem auf der Westseite geführt hätte, weswegen ab dem dritten Joch von Osten die Joche schmaler sind als die ersten beiden Joche. In dieser Bauphase wurden vermutlich auch die Chorflankentürme vollständig fertiggestellt.
Als letzte Phase des Baus wurde ab ungefähr 1310 die westliche Vorhalle und die mit viel Bauschmuck verzierte Westfassade mit dem in den Westbau eingestellten Turm gestaltet. Wahrscheinlich wegen eines Kriegs gegen Eberhard I. von Württemberg konnte diese Bauphase erst 1343 mit der Aufsetzung des goldenen Engels auf die Spitze des Westturms abgeschlossen werden.

## Geschichtliche Ereignisse

### Legende zur Entstehung der Marienkirche
Die erste Reutlinger Pfarrkirche St. Peter in den Weiden lag außerhalb der Stadtmauern an der Stelle des heutigen Friedhofs Unter den Linden, wohl am Ort einer älteren, vorstädtischen Siedlung.
Der Bau der Marienkirche soll der Legende nach seinen Ursprung in der Belagerung Reutlingens durch Anhänger des Gegenkönigs Heinrich Raspe IV. haben. Dieser hatte am 5. August 1246 zwar den Stauferkönig Konrad IV. bei Frankfurt besiegt, sah sich jedoch den schwäbischen Reichsstädten gegenüberstehend. Viele der Reichsstädte, darunter Ulm und Reutlingen, waren durch das Staufergeschlecht erst zu Reichsstädten erhoben worden und verweigerten dementsprechend Heinrich Raspe ihre Loyalität. Daraufhin begannen Raspe und seine Anhänger 1247 einen Belagerungsfeldzug dieser Reichsstädte, der jedoch in Ulm erfolglos blieb. An Pfingsten 1247 wurde auch Reutlingen von Anhängern Heinrich Raspes belagert. Die Bürger Reutlingens sollen Maria, die durch die Verehrung als Schutzpatronin der Stadt eine besondere Rolle in der städtischen Kultur spielte, gelobt haben, ihr zu Ehren eine Kapelle innerhalb der Stadtmauern zu errichten, falls die Belagerung nicht erfolgreich sei. Nach dem Abzug der Belagerer sei nun umgehend nach einem Baumeister geschickt worden.
Die Legende zur Entstehung des Baues findet sich erstmals in den etwa 1370 entstandenen Erläuterungen zum Chronikon von Conrad Spechtshart, der Schulmeister der Reutlinger Lateinschule war. Ob diese Legende auf historischen Tatsachen beruht, ist schwer nachzuweisen, da die Erläuterungen über hundert Jahre nach Beginn der Arbeiten an der Marienkirche geschrieben wurden und keine Dokumente aus der Zeit des Baubeginns existieren.

### Sturmbocklegende
In enger Verbindung mit der Geschichte der Marienkirche steht ein Sturmbock, den die Truppen unter Heinrich Raspe nach der missglückten Belagerung Reutlingens im Jahre 1247 der Legende nach zurückließen. Die Einwohner der Stadt ließen den etwa 35 Meter langen Rammbock in die Stadt transportieren, wo er auf den Bauplatz gelegt und als Maßstab für die Länge der Kirche gedient haben soll. Der Sturmbock soll bis in das Jahr 1517 in einem Seitenschiff der Kirche aufgehängt gewesen sein. Bei einem Besuch Kaiser Maximilians I. in der Reichsstadt in jenem Jahr soll dieser befohlen haben, den Sturmbock aus der Kirche zu entfernen, da dieser ein unpassender Kirchenschmuck sei. Da jedoch die Häuser gegenüber dem Hauptportal relativ dicht angebaut waren, musste in die Wand des Chors ein Loch geschlagen werden, durch welche das Belagerungsgerät geschoben wurde. 1563 soll der Sturmbock am damaligen Reutlinger Rathaus aufgehängt und mit einer lateinischen Inschrift versehen worden sein. Beim Stadtbrand 1726 verbrannte er größtenteils mit dem Rathaus. 1824 befand sich ein kleines Stück des originalen Sturmbocks, das gerettet werden konnte, wieder in der Marienkirche.
Ob der Sturmbock als Siegestrophäe tatsächlich existierte und die Sturmbocklegende somit historisch belegbar ist, ist unklar, da die ersten urkundlichen Erwähnungen des Sturmbocks erst sehr spät nach dem Bau der Kirche überliefert sind. Jedoch lässt sich an der Chorwand eine zugemauerte Stelle erkennen, durch welche der Sturmbock herausgeschoben worden sein könnte. Sie wurde bei der Renovierung unter Heinrich Dolmetsch 1893 bis 1901 mit der Inschrift „Sturmbockloch Anno 1547“ versehen. Heute befindet sich an der Südseite der Marienkirche eine Nachbildung des Sturmbocks.

## Sanierungs- und Restaurierungsgeschichte

### Arbeiten um 1494 unter Peter von Breisach
Die erste große Sanierungsmaßnahme an der Marienkirche musste bereits rund 150 Jahre nach der Fertigstellung vorgenommen werden. Am 20. Juni 1494 schlug der Blitz in den Westturm ein und beschädigte diesen so sehr, dass er vom obersten Umgang bis zur Turmspitze neu hergestellt werden musste. Die Wiederherstellung wurde laut der Camerer-Laubenbergischen Chronik dem Reutlinger Stadtbaumeister Peter von Breisach übertragen, der den Turmhelm bis 1496 wieder in den alten Zustand versetzte. Am 11. März 1496 konnte der goldene Engel wieder an seinen Platz auf der Spitze des Turms gesetzt werden. Die Bauforschung geht davon aus, dass diese Sanierung des Turmhelms den Anlass zu weiteren baulichen Veränderungen gab, die Ende des 15. und Anfang des 16. Jahrhunderts innerhalb und außerhalb der Kirche vorgenommen wurden, wie etwa die um 1500 geschaffenen Apostelfiguren an den Strebepfeilern oder das Heilige Grab und der Taufstein im Kircheninneren.

### Johann Georg Rupp
Die erste größere Restaurierung der Marienkirche wurde während des 19. Jahrhunderts vom damaligen Reutlinger Baurat Johann Georg Rupp eingeleitet. Dieser kam aus einer Reutlinger Steinmetzfamilie, die auch bereits öfter an der Marienkirche gearbeitet hatte, wie sich Inschriften entnehmen lässt. Er begann während seiner Zeit als Baurat mit der Entfernung barocker Elemente, die nach dem Stadtbrand dort angebracht worden waren, und mit der neugotischen Restaurierung der Kirche.
Die Marienkirche war im 18. Jahrhundert stark in das Alltagsleben der Reichsstadt integriert. Auf der einen Seite umgaben Handwerkerhütten die Kirche an der Außenwand und schädigten die Steine damit teilweise, auf der anderen Seite war die Zunftgesellschaft Reutlingens im Inneren der Kirche durch Emporen für die einzelnen Zünfte vertreten. Unter Rupp wurden 1829 einige der Anbauten an und in der Kirche abgebrochen, 1842 und 1843 folgten der Abriss der verbliebenen Kinderempore bzw. der Herrenempore für den Rat der Stadt.

### Neugotische Renovierung unter Heinrich Dolmetsch
Die größte und einschneidendste Maßnahme zur Erneuerung der Kirche in der Moderne war die neugotische Renovierung unter Bauleitung des Oberbaurats Heinrich Dolmetsch in den Jahren 1893 bis 1901. Ziele dieser Erneuerung sollten erstens die „Wiederherstellung der ursprünglichen Gestalt der Bauglieder und Bauteile“ und zweitens die Modernisierung der Kirche nach aktuellen Maßstäben sein. Dabei wurden nach damaligem Restaurationsverständnis auch eigene Interpretationen des „Originalzustands“ in den Bau einbezogen. Das Erscheinungsbild der Marienkirche ist noch heute stark von der unter Dolmetsch stattfindenden Regotisierung geprägt.
Im Jahr 1896 beschloss das Stadtbauamt Reutlingen die umfassende Renovierung der Kirche, die sich mit Ausnahme der Ergebnisse der Renovierungsarbeiten von Johann Georg Rupp noch im Zustand wie unmittelbar nach dem Stadtbrand befand. Die Leitung der Arbeiten wurde dem Kirchenbauspezialisten Heinrich Dolmetsch übertragen, der in Reutlingen bereits die Katharinenkirche im neogotischen Stil errichtet hatte. Für die ungestörte Arbeit am Bau ließ Dolmetsch eigens die Leonhardskirche erbauen, um zwischenzeitlich die gottesdienstliche Versorgung der Marienkirchengemeinde zu gewährleisten. Die ersten Schritte der Restaurierung waren die Verstärkung der Fundamente und das Austauschen des bisherigen Dachstuhls durch einen eisernen. Am Chor wurden verschiedene Maßnahmen wie das Ersetzen des Giebels zwischen Mittelschiff und Chor und der Einsetzung eines Entlastungsbogens für den Chorbogen vorgenommen.
Der nächste Schritt an der Sicherung des bestehenden Baus waren die Strebepfeiler und -bögen, die teils eingesunken waren. Die östlichsten Strebepfeiler auf beiden Seiten erhielten außerdem Statuen von Moses (im Süden) und Jesaja (im Norden), um eine Einheit mit den bereits bestehenden Apostelstatuen an den anderen Strebepfeilern zu schaffen. Weitere wichtige äußere Veränderungen waren beispielsweise die Umgestaltung des sogenannten Brautportals an der Südseite und die Umarbeitung des Hauptportals, das nach der Vollendung der Arbeiten noch heute eine Christusstatue auf dem Pfosten des zweiteiligen Portals trägt. Im Innenraum der Kirche wurde neben der Wiederherstellung des angenommenen gotischen Zustandes auch eine weitreichende Modernisierung durchgeführt.
Die Wiederherstellung betraf etwa die unter Rupp eingesetzten achteckigen Pfeiler, die durch Bündelpfeiler ersetzt wurden. Zudem wurden die Arkaden und Gewölbe der Kirche teilweise stark restauriert, da sie durch Konstruktionen aus der Zeit nach dem Stadtbrand ihre ursprüngliche Form verloren hatten, wie etwa die zugemauerten Arkadenbögen.

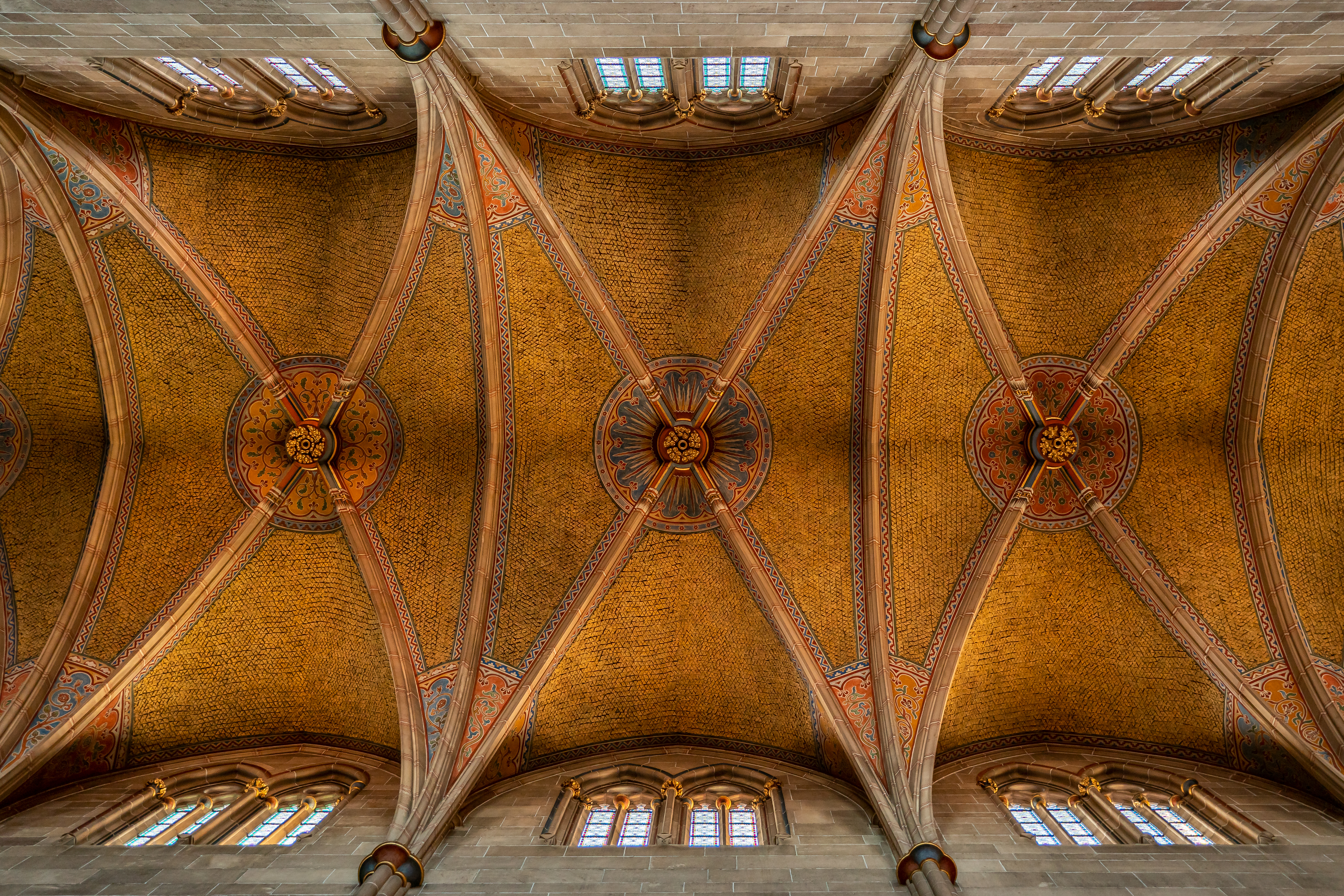
Die Teilansicht des Gewölbes lässt die Beklebung mit Korkstücken erkennen

Die Modernisierung bestand teilweise aus Ergänzungen wie einer neuen Kanzel oder einem neuen Gestühl. Und es wurden aufwendige Baumaßnahmen wie die Installation eines Heizungssystems oder einer Beleuchtungsanlage vorgenommen. Auch Eigenkonstruktionen wie die Decke, die zur Verbesserung der Akustik mit Korkdreiecken beklebt ist, oder die Orgel samt Orgelempore wurden unter Dolmetsch eingebaut. Am 24. November 1901 wurde die Kirche wieder der Gemeinde übergeben.

## Architektur

### Goldener Engel
Auf der Spitze des 71 m hohen Westturms der Marienkirche befindet sich eine vollplastisch gearbeitete Skulptur eines Engels. Die Skulptur ist figurativ und stellenweise sehr detailliert ausgearbeitet. Ein Meisterzeichen oder eine Datierung sind nicht vorhanden. Sie hat eine Höhe von 140 cm und am Rocksaum einen Durchmesser von 35 cm. Die Figur, die aus getriebenen Kupferblechen, welche vernietet und vergoldet wurden, besteht, hat ein Gesamtgewicht von 35 kg. Die Figur ist – technisch gesehen – in vier Partien unterteilbar, nämlich eine Kopf-, eine Hals-, eine Oberkörper- und eine Rockpartie. Diese sind durch Nieten bzw. Kopf- und Halspartie durch Lot miteinander verbunden.
Der Engel befindet sich seit der Fertigstellung der Marienkirche im Jahr 1343 mit kleineren Unterbrechungen an seinem Platz. Laut der Spechtshartschen Chronik wurde der Bau sogar damit vollendet, dass „ein goldener Engel oben aufgesetzt“ wurde. Jedoch ist der Ersteller dieses Werks nicht überliefert.
Der Engel könnte im Laufe der Zeit an einigen Stellen verändert worden sein. So hatte die Figur in älteren grafischen und schriftlichen Quellen zwei Flügel, während sie heute als drehbarer Windengel nur einen Flügel besitzt. Außerdem war die Fahne, die er heute in seinem linken Arm hält, laut einigen Überlieferungen früher an seiner linken Hand befestigt. Bei neueren Untersuchungen wurde tatsächlich an der linken Hand ein Loch gefunden, an dem die Fahne befestigt gewesen sein könnte. Diese Veränderungen am Erscheinungsbild des Engels könnten während einer der vielen – meist durch Witterung verursachten – Restaurierungen vorgenommen worden sein. So wurde der Engel wahrscheinlich bei dem Blitzeinschlag im Jahre 1494, der den Hauptturm bis zum obersten Umgang zerstörte, beschädigt. Zudem wurde der Engel im Juni 1726, also kurze Zeit vor dem Stadtbrand, neu vergoldet sowie die damals abgefallene rechte Hand wieder angebracht. Am 28. Mai 1943 stürzte der Engel zusammen mit den beiden Kreuzblumen infolge eines Erdbebens vom Turm und landete im nördlichen Seitenschiff, nachdem er das Dach durchschlagen hatte. Dabei wurde er an Rock, Oberkörper, Armen und Händen zerdellt, zudem war der Flügel verbogen. Bis 1950 wurde er von Franz Aßfalg aus Ehingen/Donau wiederhergestellt und am 18. Juli 1950 wieder auf den Turm gesetzt.
Die Figur stellt eine aufrecht stehende Person dar, deren linker Arm am Körper anliegt und in der Armbeuge eine Fahnenstange mit rückwärtig ausgerichteter Fahne und einem kreuzförmigen Abschluss trägt. Der rechte Arm ist angewinkelt und vom Körper zeigend. An der rechten Hand sind drei überproportional große Finger ausgestreckt, was als Schwörgestus oder Mariengruß gedeutet wird. Der Engel hat gelockte Haare und trägt einen Rock, der ab der Taille abwärts parallele Falten bildet.
Meist wird die Figur als Darstellung des Erzengels Gabriel gedeutet.

## Ausstattung

### Taufstein

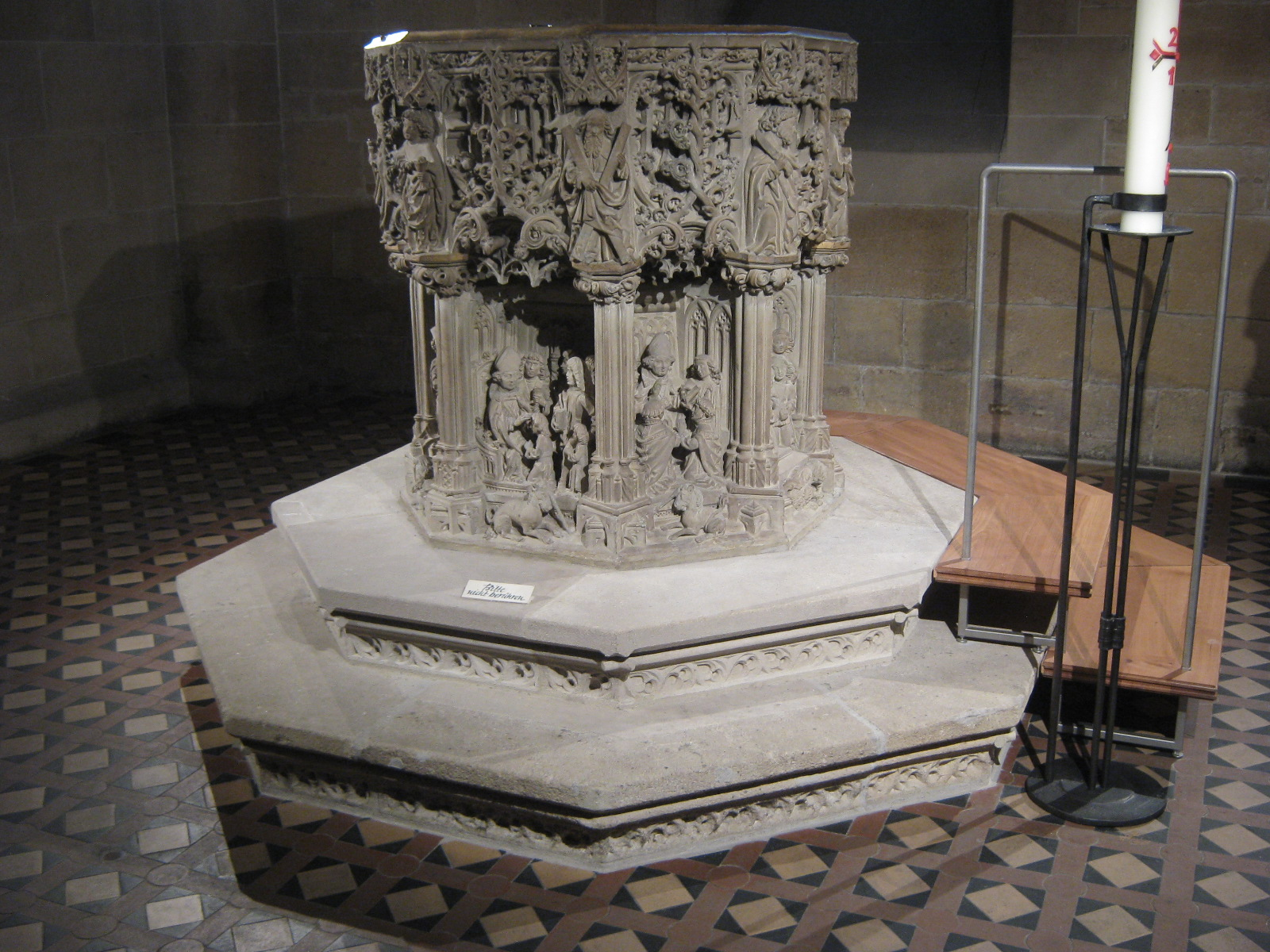
Taufstein

Beim Taufstein der Marienkirche handelt es sich um ein oktogonales Bildwerk aus Sandstein. Der Taufstein ist am oberen Rand mit der Jahreszahl 1499 datiert, ein Meisterzeichen ist jedoch nicht vorhanden. Der Taufstein hat eine Höhe von 118 cm und am oberen Rand einen maximalen Durchmesser von 122 cm. Er steht seit seiner Fertigstellung in der Halle des südlichen Chorturms. Grundsätzlich ist er in zwei Zonen unterteilbar: Der unteren Sockelzone und der darüber liegenden Beckenzone.
Der Taufstein entstand relativ bald nach der Fertigstellung des 1494 beschädigten Hauptturms sowie in zeitlicher Nähe zur Aufstellung des etwas jüngeren Heiligen Grabes. Diese zeitliche Nähe lässt schließen, dass der Bildhauer dieser Werke derselbe oder dass mehrere Bildhauer einer Werkstatt gleichzeitig in Reutlingen tätig waren. Aufgrund seiner engen Verwandtschaft zu anderen Werken des Uracher Meisterkreises könnte der Taufstein aus dem Umfeld Christoph von Urachs stammen.
Der Taufstein ist heute noch weitestgehend im Originalzustand erhalten. Während des Bildersturms im Jahre 1531 könnte der Taufstein beschädigt worden sein. Im 19. und 20. Jahrhundert wurden an dem Stein drei Restaurierungen vorgenommen: 1859 bis 1861 von Ernst Machold, in den Jahren 1899 bis 1901 von Carl Lindenberger sowie 1998 und 1999 von Hans Krauß. Dabei griff Lindenberger mit diversen Veränderungen und Ergänzungen wohl am stärksten in die Form des Steins ein.
Der Taufstein steht auf einem zweistufigen, maßwerkverzierten Podest, das wie der Taufstein selbst achteckig ist. In der unteren Sockelzone sind in die acht Seiten Nischen gemeißelt, in denen sich plastische Darstellungen der Taufe Christi und der sieben Sakramente der katholischen Kirche befinden. Die Ecken der Sockelzone sind zu Pfeilern gearbeitet, die an korinthische Säulen erinnern. Unterhalb der Darstellungen sind Tierfiguren angebracht, die die dargestellten Handlungen ironisch kommentieren. Der Hintergrund der Handlungen wird durch reliefartige Bearbeitung des Steins angedeutet.
Die Beckenzone des Taufsteins besteht aus den Darstellungen von acht Aposteln, die auf den Eckpfeilern der Sockelzone stehen und von Baldachinen überdacht sind. Zwischen der Darstellung der Taufe Christi auf der Ostseite des Taufsteins, also dort, wo sich bei der Taufe der Priester befindet, stehen die Hauptheiligen der ehemaligen Reutlinger Pfarrkirche, Petrus und Paulus. Die acht Apostel werden mit ihren Attributen dargestellt. Die Zwischenräume zwischen den Aposteln sind mit Astwerk ausgefüllt. Der Stein war ursprünglich bemalt, von der Fassung lassen sich heute noch Reste erkennen.

### Heiliges Grab

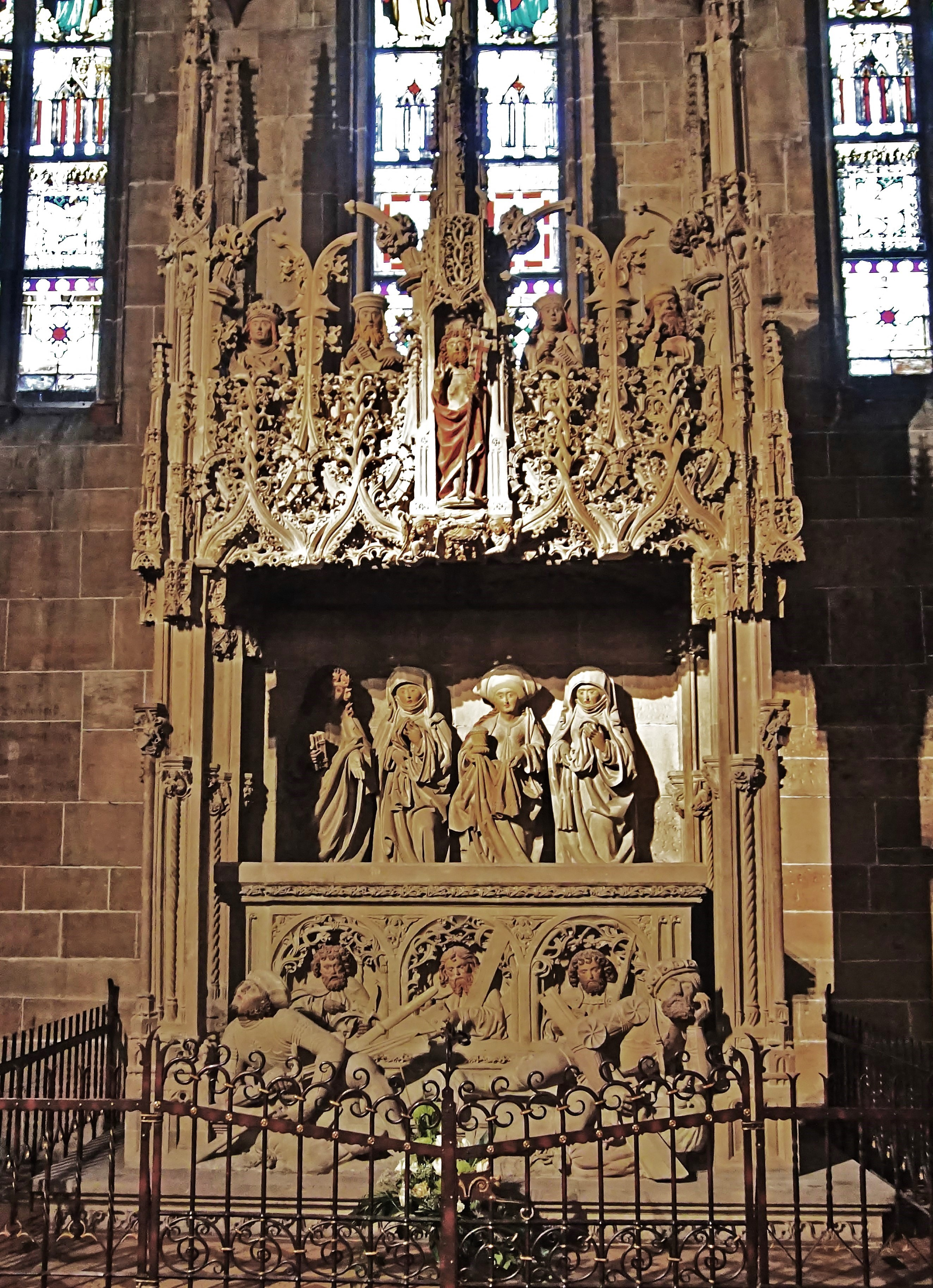
Heiliges Grab

Das Heilige Grab der Marienkirche ist mit dem Taufstein das einzige erhaltene Bildwerk aus der Zeit vor dem Stadtbrand 1726, das sich heute noch in der Kirche befindet. Das plastische Bildwerk aus Sandstein hat weder eine Datierung noch ein Meisterzeichen, jedoch wird es aufgrund der Darstellung der Figuren und deren Faltenwurf auf den Anfang des 16. Jahrhunderts datiert. Nach mehreren Versetzungen ist das Heilige Grab heute im Chorschluss aufgestellt.
Die Entstehungszeit des Heiligen Grabes wird auf den Beginn des 16. Jahrhunderts geschätzt. Danach fiele die Entstehung des Heiligen Grabes in die Zeit der Erneuerung des Westturms 1494 und der folgenden Ausschmückung des Innenraumes. Da der Taufstein mit hoher Wahrscheinlichkeit von einem Bildhauer des Uracher Meisterkreises stammt, ist anzunehmen, dass dieselbe Werkstatt auch das Heilige Grab gestaltete.
Das Heilige Grab befand sich nach seiner Fertigstellung wahrscheinlich in der nördlichen Chorturmhalle, wo es jedoch schon 1531 in Folge des Bildersturms abgebaut wurde. Vermutlich wurde das Bildwerk beim Bildersturm, ebenso wie der Taufstein, beschädigt. Während der vorübergehenden Rekatholisierung während des Augsburger Interims wurde das Heilige Grab wieder aufgestellt, diesmal jedoch in der Westturmvorhalle. Dort blieb es bis zum späten 19. Jahrhundert stehen. 1897 wurde es während der Renovierung unter Heinrich Dolmetsch in den Chor versetzt. Diese Versetzung hatte mehrere Gründe: Zum einen wurde das Heilige Grab als wichtiges Kunstwerk angesehen, das einen Platz im Kirchenraum erhalten sollte. Der Platz im Chor ergab sich aus der Leere des Chores, da ein Hochaltar seit der Reformation nicht mehr vorhanden war. Zum anderen sollte das Heilige Grab den Zugang zum neu angelegten Heizraum verdecken.
Nach der Neuaufstellung im Chor wurde das Heilige Grab durch Carl Lindenberger in den Jahren 1897 bis 1901 restauriert und ergänzt. Jedoch war das Heilige Grab bereits von 1856 bis 1859 von Ernst Machold restauriert worden. Lindenberger ergänzte mehrere Figuren und brachte eine teilweise farbige Fassung an einigen Stellen an, die heute noch sichtbar sind. Von 1985 bis 1987 wurde das Heilige Grab im Zuge der Innenrestaurierung der Marienkirche nochmals restauriert.
Das Heilige Grab steht auf einer Stufe, die ebenfalls von Lindenberger restauriert wurde. Der Sarkophag des Grabes ist mit insgesamt sechs Halbreliefs von Aposteln verziert. Vor dem Sarkophag liegen zudem zwei schlafende Grabwächter. Hinter dem Sarkophag sind vier Dreiviertelfiguren von der Muttergottes, dem Jünger Johannes, Maria Magdalena und Maria Salome positioniert. Diese stehen vor dem offenen Grab. Das Heilige Grab von Reutlingen unterscheidet sich durch das Nichtvorhandensein des Grabchristus von anderen Darstellungen eines Heiligen Grabes aus dieser Zeit. Es wird vermutet, dass in das Grab zur Nacherzählung der Auferstehung Christi an Ostern ein Grabchristus aus Holz eingesetzt wurde. Die Figur eines entsprechenden Christus wurde 1890 in einer Holzkiste in der Marienkirche gefunden.
Über der Darstellung von Johannes und den drei Marien befindet sich ein Steinbaldachin, in dessen Mitte die Darstellung eines auferstandenen Christus steht. Unter dieser Darstellung befinden sich zwei Engel mit einem Tuch. Über der Christusdarstellung sind zwischen Maßwerk acht Figuren von alttestamentarischen Propheten, die durch Schriftbänder benannt sind, zu sehen. Der Baldachin des Heiligen Grabes endet nach oben hin durch Eckfialen.

### Wandmalereien in der Südsakristei

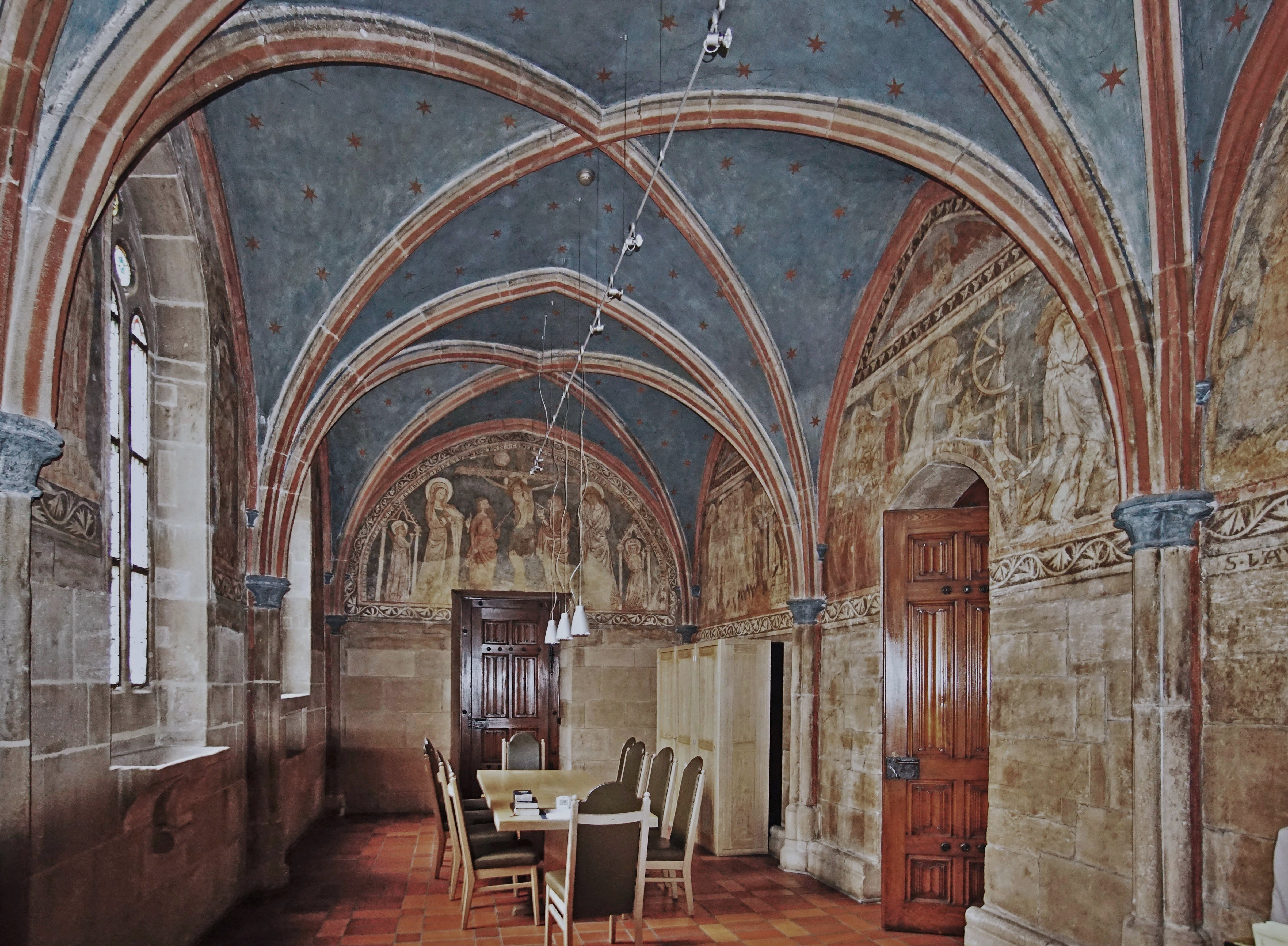
Innenansicht der Südsakristei

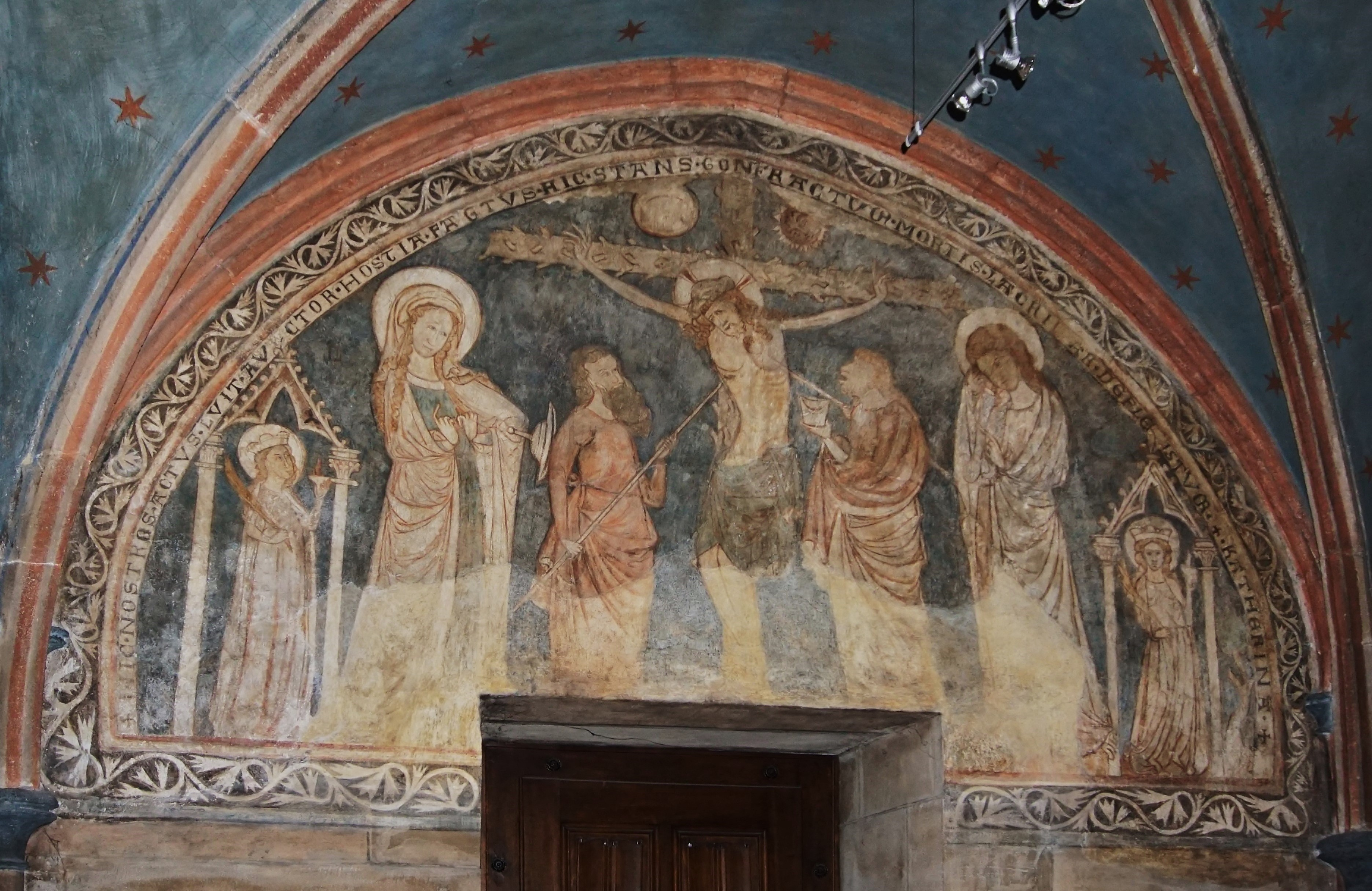
Wandmalerei, Kreuzigung Jesu

Die Südsakristei ist als einziger Raum der Marienkirche vom Stadtbrand völlig verschont geblieben. Im Jahre 1846 wurden in der Südsakristei mehrere Wandgemälde des 14. Jahrhunderts sowie eine Architekturzeichnung aus dem Ende des 13. Jahrhunderts gefunden, die in der Folge des Bildersturms in Reutlingen im Jahre 1531 nicht zerstört, sondern nur übermalt wurden. Nach einer groben „Auffrischung“ der Darstellungen 1850, die jedoch 1900 wieder abgewaschen wurde, wurde die Südsakristei im 20. Jahrhundert zweimal restauriert, nämlich 1955 und im Zuge der Innenrestaurierung der Marienkirche 1977 und 1978. Die Wandmalereien sind auf eine Putzschicht in Seccotechnik aufgetragen, die Architekturzeichnung hingegen wurde mit brauner Farbe auf die Wand angebracht.
Am Bogenfeld der Westwand ist eine Kreuzigungsgruppe dargestellt, in der Mitte Christus, neben ihm Longinus und Stephaton. Weiter außen stehen Maria und Johannes der Apostel, beide in übergroßer Darstellung. In den Ecken des Bogenfeldes stehen zwei Heilige, eine davon ist als Katharina bezeichnet. An der Nordwand befinden sich in den drei Jochen vier Szenen aus dem Leben der Katharina von Alexandrien. Das linke Bogenfeld enthält die Darstellung, wie Katharina die Gelehrten des Kaisers zum Christentum bekehrt. Das mittlere Bogenfeld ist geteilt: links sieht man den Feuertod der Gelehrten, rechts zerstört ein Blitz das Rad, mit dem Katharina hingerichtet werden soll. Im rechten Bogenfeld ist die Enthauptung Katharinas dargestellt. Unter dem Farbauftrag der Enthauptung befindet sich eine ältere Wandmalerei, die das Martyrium des heiligen Laurentius auf dem Rost zeigt. In den Wandbereichen zwischen den Fenstern der Südwand sind die Heiligen Martin, Nikolaus, Konrad, Augustinus sowie Cosmas und Damian dargestellt. An der Ostwand sieht man eine Frauengruppen mit drei Gestalten, die als Maria Magdalena, Katharina und Margareta bezeichnet sind. Zudem befindet sich im Bogenfeld der Ostwand eine Inschrift, die auf einen stellvertretenden Leutpriester Werner hinweist, der die Basilika ausmalen ließ. Ob das Wort Basilika sich nur auf die Südsakristei oder an die ganze Kirche bzw. den bis zu jenem Zeitpunkt fertiggestellten Teil der Kirche bezieht, ist umstritten. An der Wand zum Chor ist ein in der Längsachse halbierter Grundriss einer dreischiffigen Kirche angezeichnet. Der Grundriss scheint vor der Ausmalung der Südsakristei dort angebracht worden zu sein. Jedoch wurde er durch einen Türeinbruch zum Chor gestört, sodass sich die Quader heute teilweise nicht mehr an ihrem ursprünglichen Platz befinden, sondern links und rechts neben der Tür sowie in deren Leibung verteilt sind.
In der Ostwand befindet sich eine farbig gefasste Sakramentsnische.

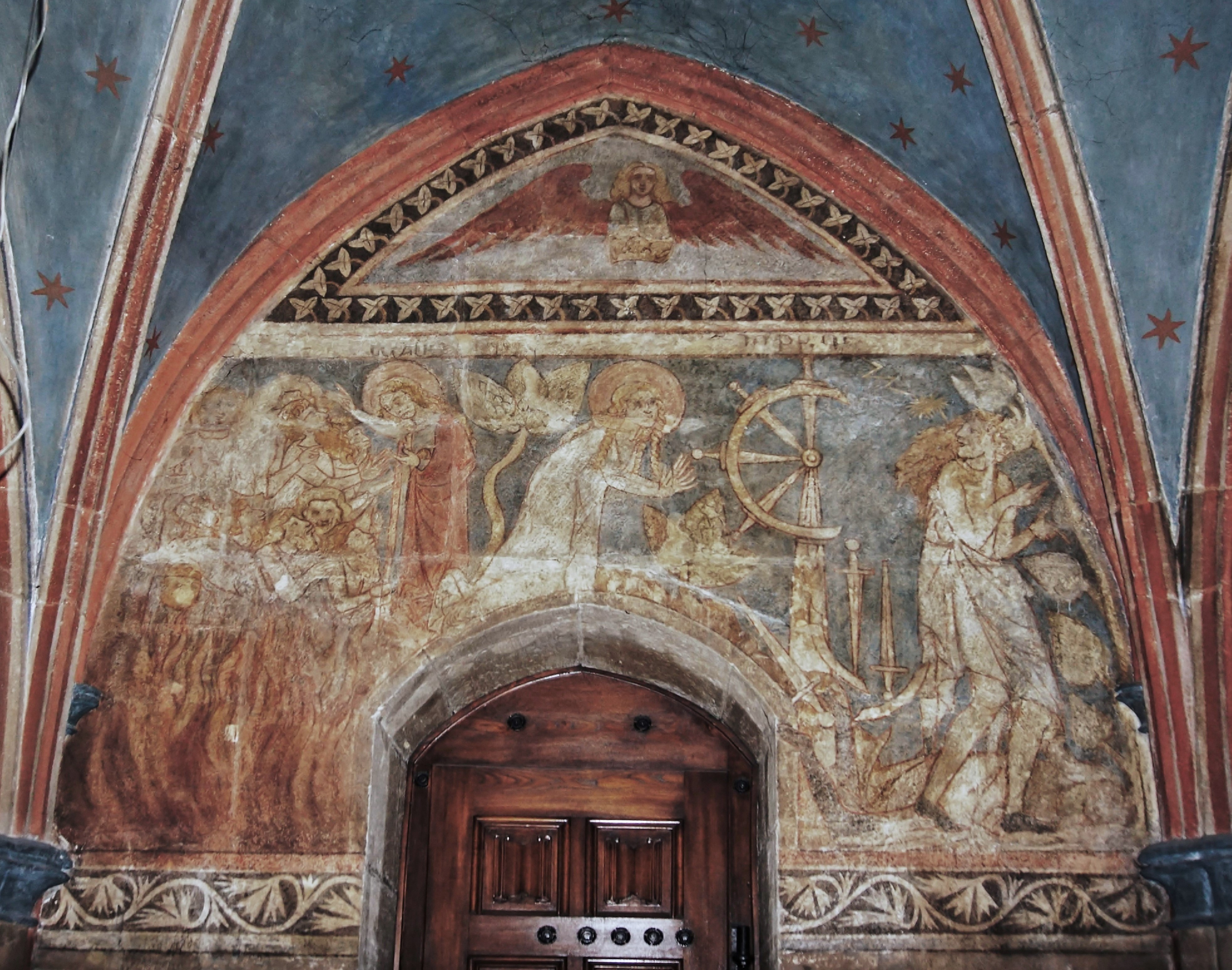
Martyrium der hl. Katharina
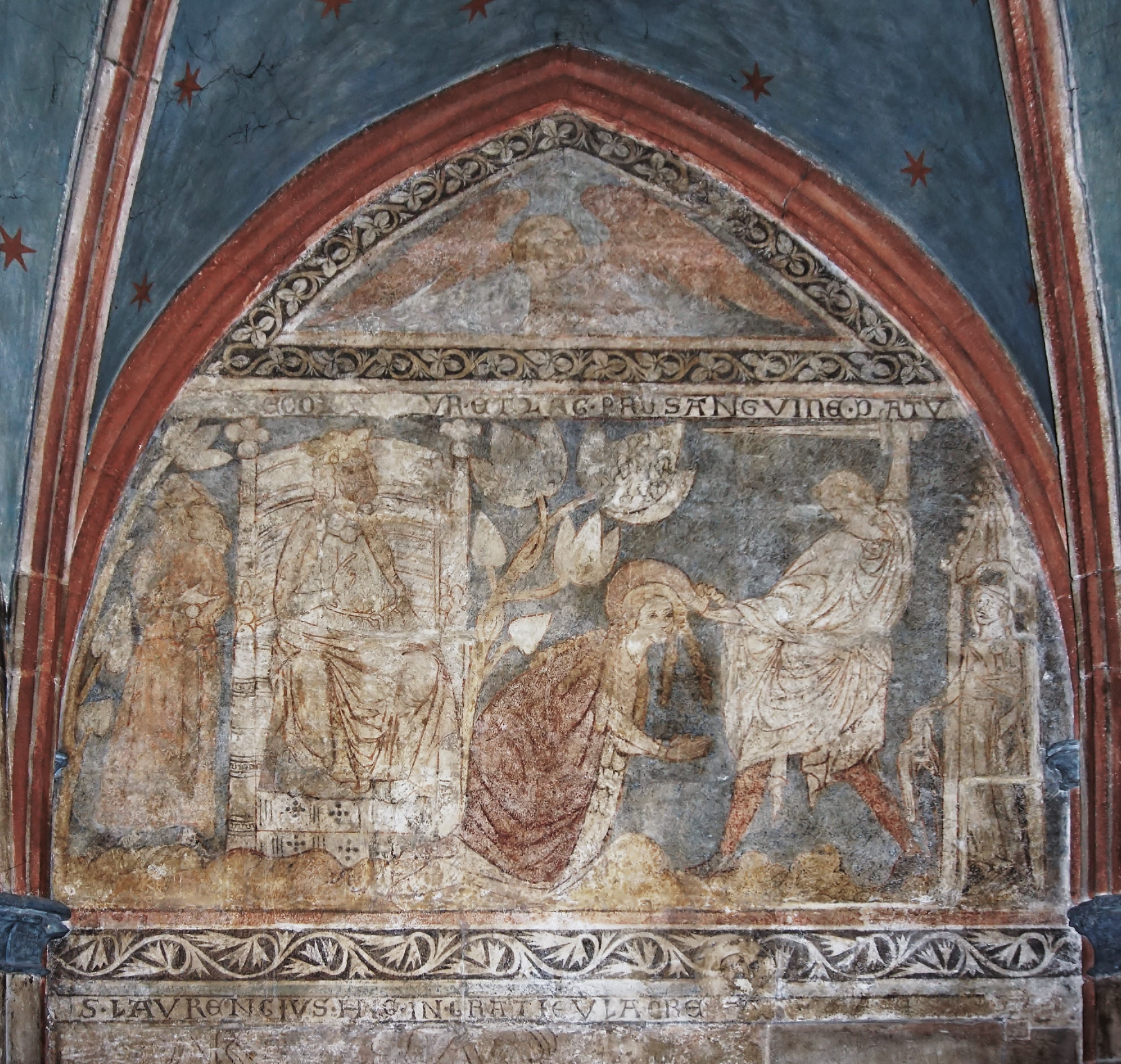
Enthauptung der hl. Katharina
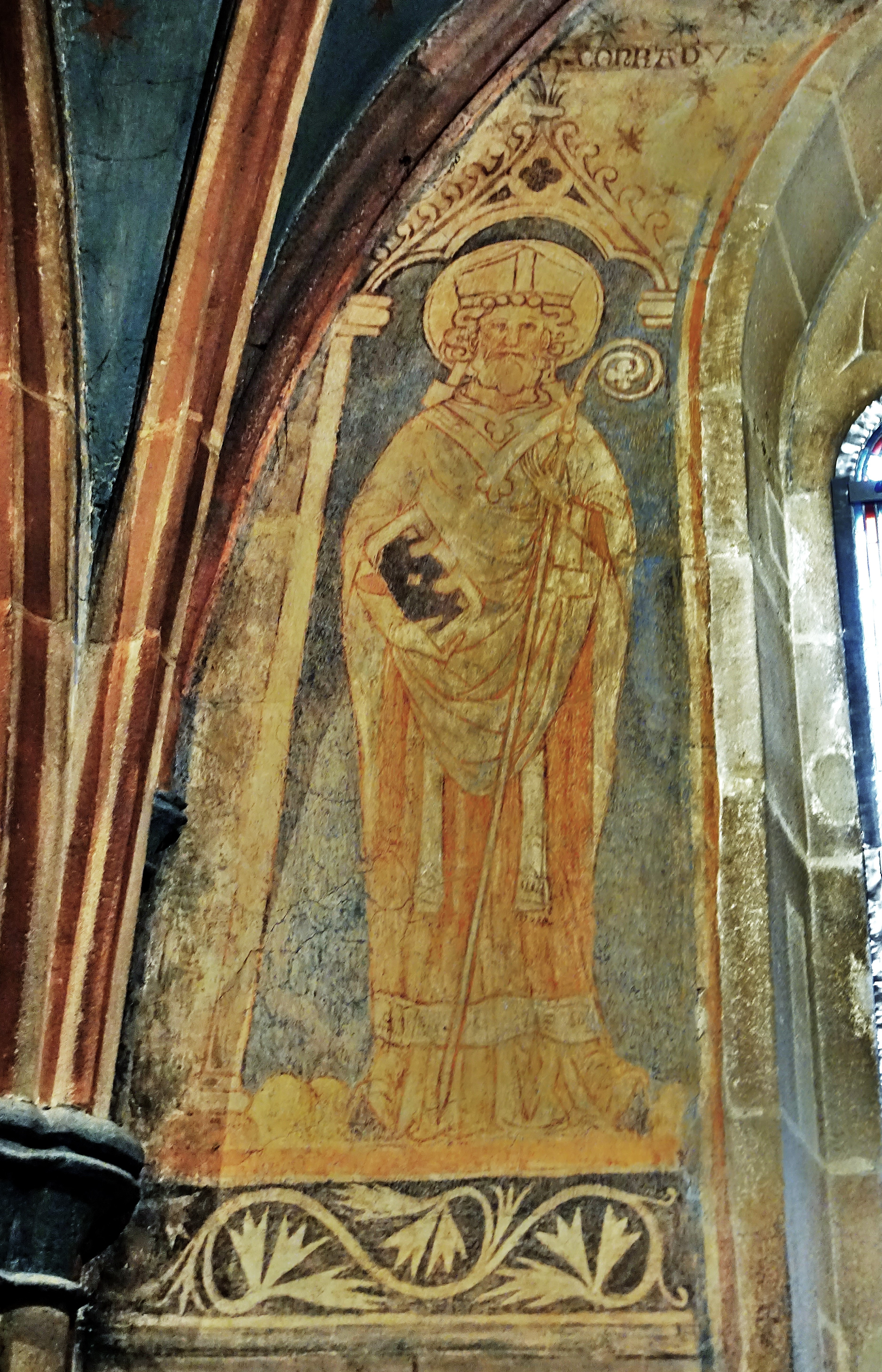
Heiliger Konrad
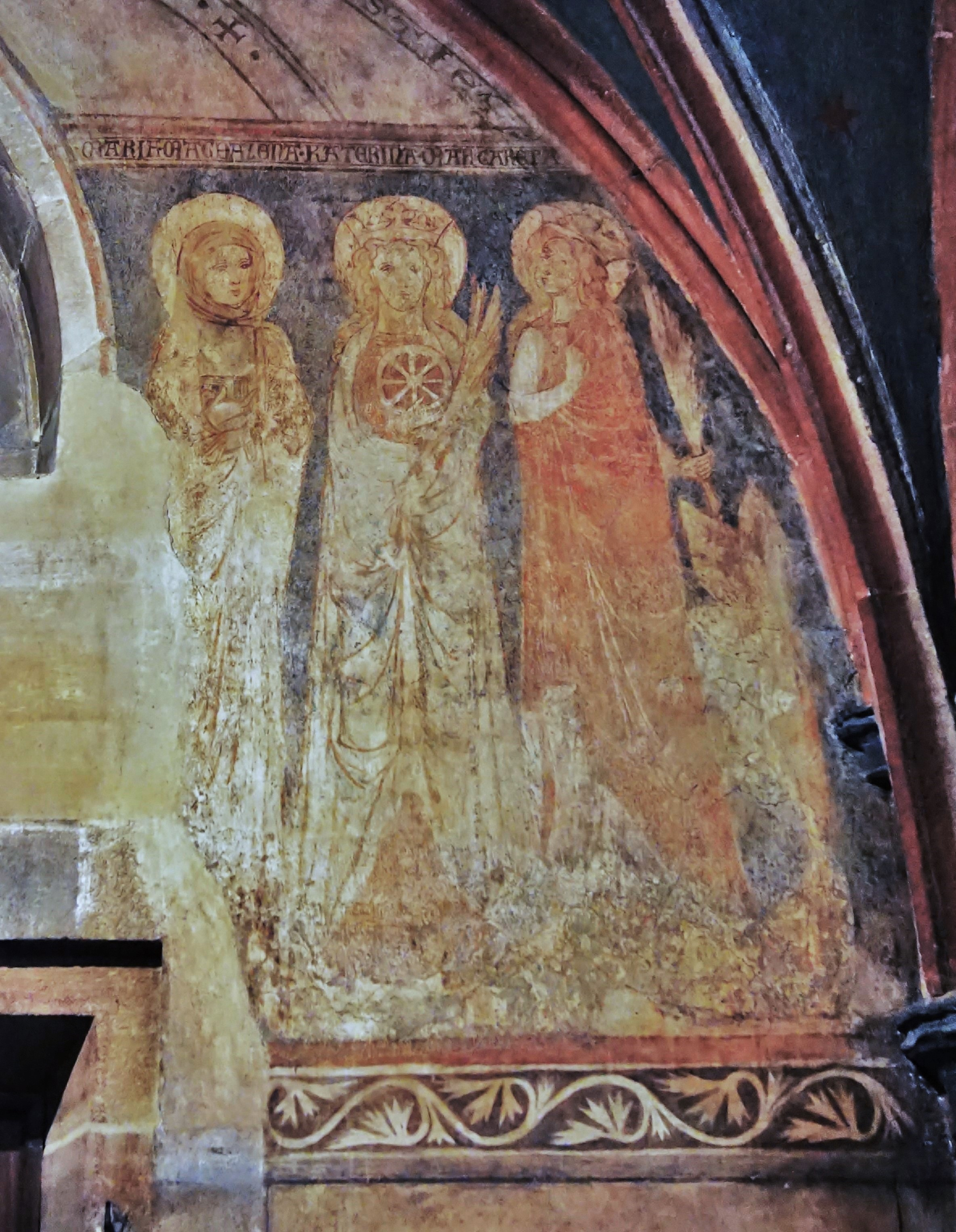
Heilige Maria Magdalena, Katharina und Margareta
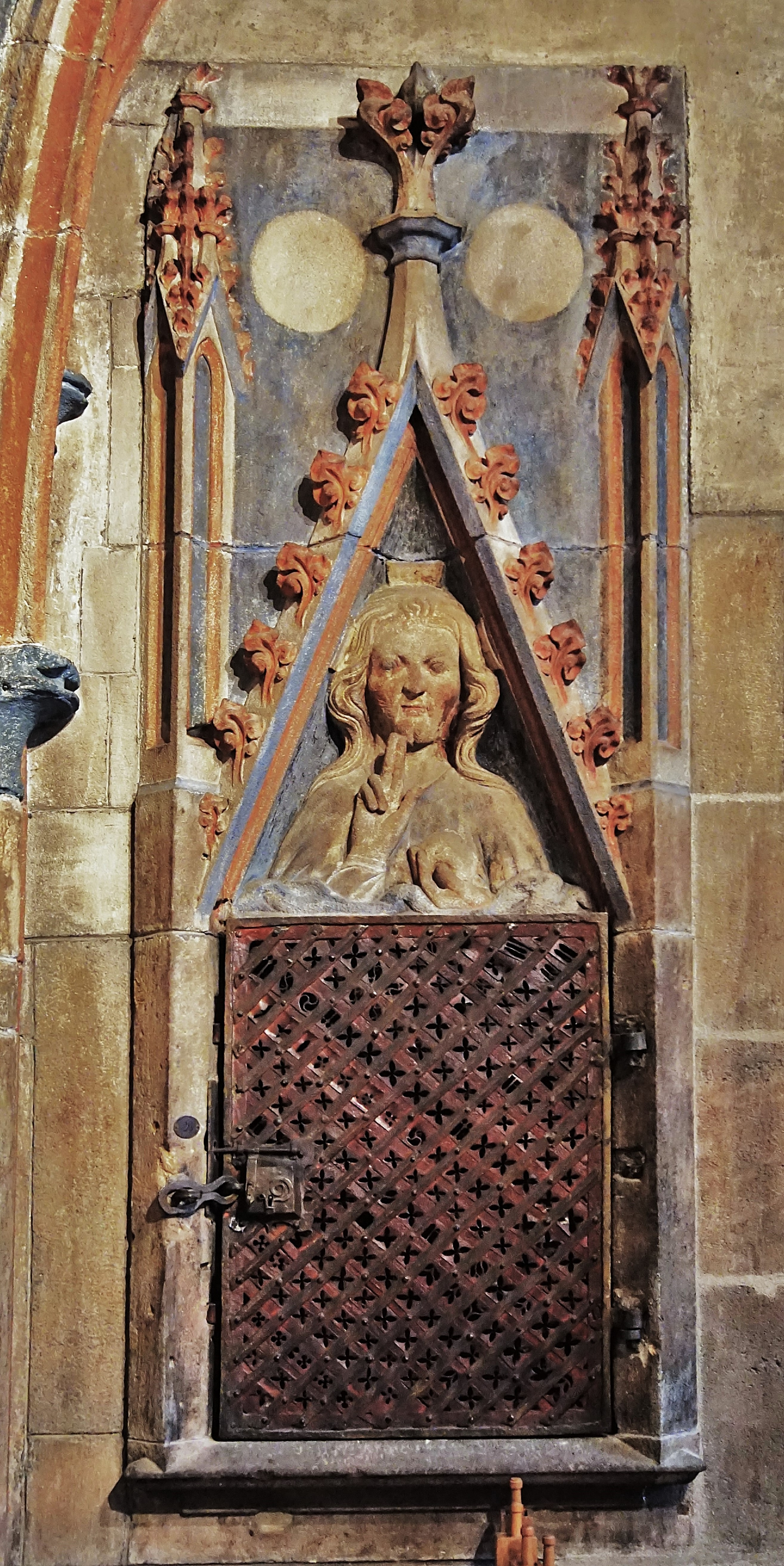
Sakramentsnische in der Ostwand

### Orgel

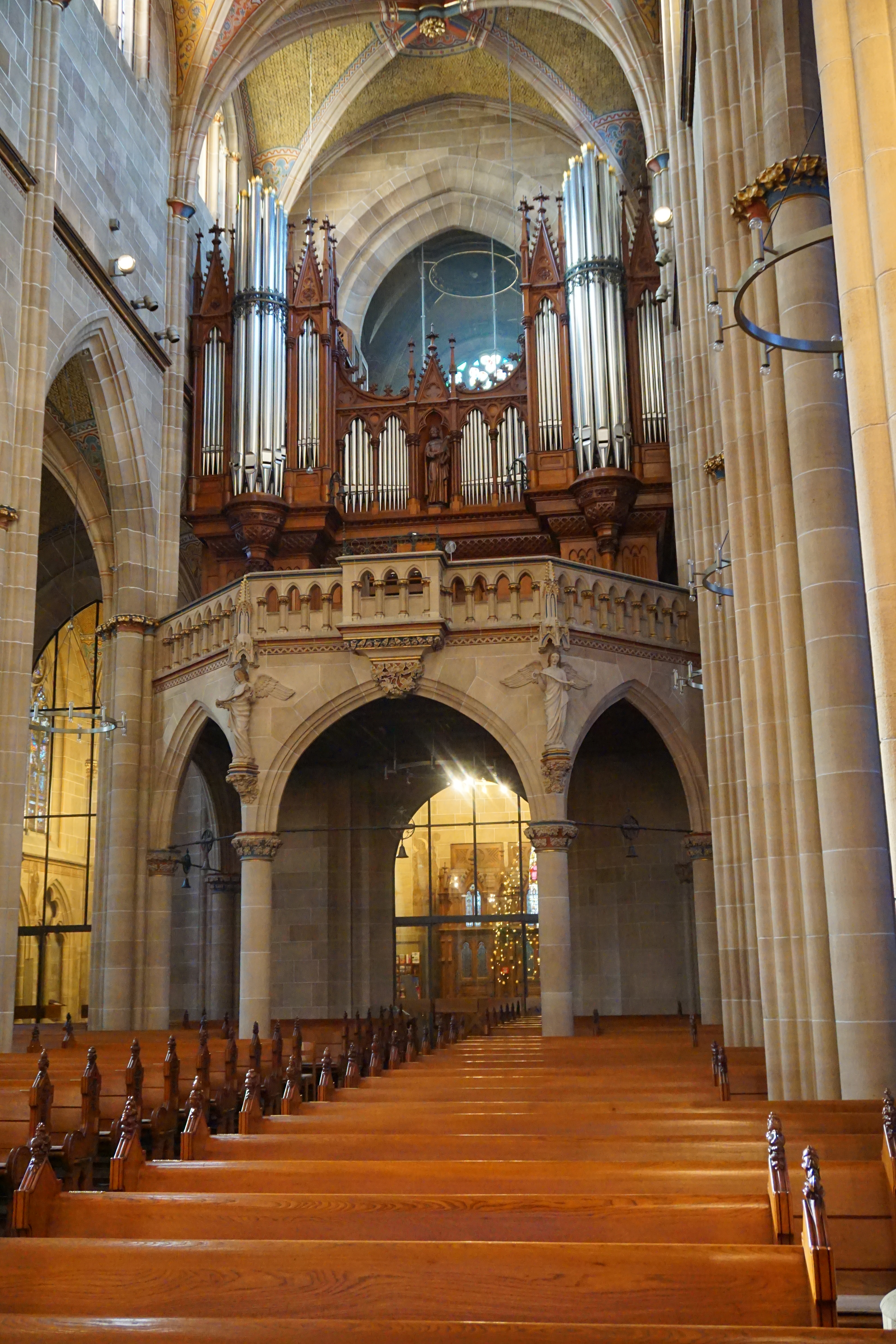
Blick auf die Orgel

Bereits im Jahre 1487 wurde in der Reimchronik von Johann Fizion von einer „alten Orgel“ berichtet. Hierbei handelte es sich wahrscheinlich um eine Schwalbennestorgel, die an der Nordwand des Mittelschiffs etwa auf der Höhe der Kanzel hing. Mit der Erhebung der Marienkirche zur Pfarrkirche Reutlingens wurde 1540 erstmals eine große Orgel auf einer Empore am Westturm aufgestellt. Jedoch wurde diese Kirche nicht fertiggestellt, da der Orgelbaumeister aus Schwäbisch Hall verstarb und die Orgel unfertig hinterließ. Deshalb wurde schon 1569 vom Nürnberger Orgelbauer Hieronymus Scheurstab eine neue Orgel mit 16 Registern errichtet, deren Gehäuse von Markus Astfalk aus Schwäbisch Hall vergoldet und mit dem städtischen und kaiserlichen Wappen verziert wurde. 1592 wurde die Orgel nochmals von Andreas Sartor erneuert.
Beim Stadtbrand 1726 ging die Orgel, wie nahezu die gesamte Innenausstattung, verloren. Jedoch wurde von der Stadt Ulm im Jahre 1736 eine neue Orgel gestiftet, die der Ulmer Orgelbauer Georg Friedrich Schmal als zweimanualige Orgel mit 16 Registern ausführte. 1847 wurde diese Orgel von der Firma Walcker aus Ludwigsburg nochmals erweitert.
Bei der Restaurierung unter Heinrich Dolmetsch wurde von Carl Weigle aus Leinfelden-Echterdingen eine neue, dreimanualige pneumatische Orgel mit 57 Registern als op. 258 nach dem patentierten System der Weigle-Membranladen angefertigt, während die bestehende Orgel verkleinert und 1900 in die Leonhardskirche versetzt wurde. Das großartige Eichenholzgehäuse der Orgel wurde von Dolmetsch selbst entworfen und vom Bildhauer Spindler aus Stuttgart ausgeführt. Noch im letzten Jahr des Zweiten Weltkriegs wurde unter Anleitung von Walter Supper und dem Organisten Heinrich Jetter eine Umgestaltung und Erweiterung im neobarocken Sinn begonnen.  In der Folgezeit führte die ebenfalls unter dem Architekten Dolmetsch eingebaute elektrische Heizung bei der Pneumatik zu schweren Schäden an den Membranladen und somit zu einer nur noch begrenzten Bespielbarkeit der Orgel, sodass sie stillgelegt und 1967 von der Firma Weigle durch eine zweimanualige Chororgel mit 16 Registern ersetzt wurde, die erhalten geblieben ist. Schließlich führten die desolate Technik und der veränderte Zeitgeschmack dazu, dass die große Weigle-Orgel abgebrochen und die Pfeifen größtenteils auf einem Basar verkauft wurden. 15 komplette und größtenteils historische Register konnten gerettet werden, von denen neun heute in der erweiterten Saalorgel der Musikhochschule Trossingen erklingen.
Die heutige Orgel wurde von 1987 bis 1988 von der Firma Rieger Orgelbau aus Schwarzach (Vorarlberg/Österreich) gebaut, Mensuren und Intonation sind von Klaus Knoth (Rieger Orgelbau). Die Disposition mit zahlreichen Zungenstimmen ist französisch-romantisch konzipiert. Das Schleifladen-Instrument verfügt über 53 Register (3.813 Pfeifen) auf drei Manualen und Pedal und hat einen freistehenden Spieltisch. Die Spieltrakturen sind mechanisch, die Registertraktur ist elektrisch. Die Prospektgestalt von Dolmetsch wurde übernommen. Es findet jedes Jahr im Sommer die Konzertreihe Reutlinger Orgelsommer mit Orgelkonzerten statt.
Derzeit wird das Instrument um ein weiteres Manualwerk (Orchestral) und zusätzliche Register in den vorhandenen Werken durch Orgelbau Klais erweitert (die neuen Register bestehen teilweise aus Extensionsreihen, sind kursiv gedruckt und nicht nummeriert).
| I Hauptwerk C–g3 |                       |        |
| 01.              | Prestant              | 16′    |
| 02.              | Principal             | 08′    |
|                  | Flute harmonique      | 08′    |
| 03.              | Rohrgedackt           | 08′    |
| 04.              | Spitzflöte            | 08′    |
| 05.              | Octav                 | 04′    |
| 06.              | Nachthorn             | 04′    |
| 07.              | Quinte                | 02 ⁄3′ |
| 08.              | Superoctave           | 02′    |
| 09.              | Mixtur major IV–V     | 02′    |
| 10.              | Mixtur minor III–IV 0 | 01′    |
| 11.              | Cornet V              | 08′    |
| 12.              | Trompete              | 16′    |
| 13.              | Trompete              | 08′    |

| Schlagwerk |             |     |
|            | Glocken     | 08′ |
|            | Celesta     | 08′ |
|            | Vibraphon   | 08′ |
|            | Cymbelstern |     |

| II Positiv C–g3 |                   |        |
| 14.             | Salicional        | 08′    |
| 15.             | Holzgedackt       | 08′    |
| 16.             | Quintade          | 08′    |
| 17.             | Prestant          | 04′    |
| 18.             | Rohrflöte         | 04′    |
| 19.             | Sesquialtera II 0 | 02 ⁄3′ |
| 20.             | Octav             | 02′    |
| 21.             | Blockflöte        | 02′    |
| 22.             | Larigot           | 01 ⁄3′ |
| 23.             | Scharff V         | 01′    |
|                 | Rankett           | 16′    |
| 24.             | Voix humaine      | 08′    |
| 25.             | Cromorne          | 08′    |
|                 | Tremulant         |        |

| III Schwellwerk C–g3 |                        |         |
| 26.                  | Bourdon                | 16′     |
| 27.                  | Principal              | 08′     |
| 28.                  | Holzflöte              | 08′     |
| 29.                  | Gamba                  | 08′     |
| 30.                  | Voix céleste           | 08′     |
| 31.                  | Octav                  | 04′     |
| 32.                  | Traversflöte           | 04′     |
| 33.                  | Nazard                 | 02 ⁄3′  |
| 34.                  | Octavin                | 02′     |
| 35.                  | Tierce                 | 01 3⁄5′ |
| 36.                  | Sifflet                | 01′     |
| 37.                  | Plein Jeu VI           | 02 ⁄3′  |
| 38.                  | Basson                 | 16′     |
| 39.                  | Trompette harmonique 0 | 08′     |
| 40.                  | Hautbois               | 08′     |
| 41.                  | Clairon harmonique     | 04′     |
|                      | Tremulant              |         |

| Orchestral C–g3         |         |
| Violon                  | 16′     |
| Fugara                  | 08′     |
| Viola                   | 08′     |
| Aeoline                 | 08′     |
| Aeolinenschwebung       | 08′     |
| Flauto dolce            | 08′     |
| Doppelflöte             | 08′     |
| Gros Nazard             | 05 1⁄3′ |
| Fugara                  | 04′     |
| Violine                 | 04′     |
| Aeoline                 | 04′     |
| Zartflöte               | 04′     |
| Grosse Tierce           | 03 1⁄5′ |
| Nazard harmonique       | 02 ⁄3′  |
| Piccolo                 | 02′     |
| Tierce harmonique       | 03 1⁄5′ |
| Harmonia aetheria III 0 |         |
| Tiefes Horn             | 16′     |
| Hohes Horn              | 08′     |
| Orchesteroboe           | 08′     |
| Bassklarinette          | 16′     |
| Klarinette              | 08′     |

| Pedal C–f1 |                 |         |
|            | Großbordun      | 32′     |
| 42.        | Principal       | 16′     |
| 43.        | Subbaß          | 16′     |
| 44.        | Quinte          | 10 2⁄3′ |
| 45.        | Octav           | 08′     |
| 46.        | Gedackt         | 08′     |
| 47.        | Octav           | 04′     |
| 48.        | Rohrpfeife      | 04′     |
| 49.        | Hintersatz IV 0 | 02 ⁄3′  |
| 50.        | Kontrafagott    | 32′     |
| 51.        | Posaune         | 16′     |
| 52.        | Trompete        | 08′     |
| 53.        | Clarine         | 04′     |

- Koppeln: II/I, III/I, III/II, I/P, II/P, III/P
- Spielhilfen: Elektronische Setzeranlage mit 99×8 Kombinationen (zunächst 16×8, später erweitert)
- Anmerkungen

1. ↑  Röhrenglocken.
2. ↑  C-H.

### Glocken
Das Geläut der Marienkirche besteht aus fünf Glocken, die alle im Hauptturm untergebracht sind und von der Gießerei Kurtz aus Stuttgart zu verschiedenen Zeiten gegossen wurden.
Die Glocken, die bis 1726 im Einsatz waren, wurden durch den Stadtbrand zerstört. Lediglich die sogenannte Stunden- oder Betglocke (C) wurde nach dem Brand unbeschädigt auf dem unteren Umlauf des Turms gefunden. Im Jahr 1727 wurde die Glocke eingeschmolzen und neu gegossen; sie wurde mit der Inschrift „Bis hierher hat der Herr uns geholfen. Samuel 7, 12“ versehen und 1728 zusammen mit fünf weiteren Glocken wieder im Hauptturm aufgezogen.
Im Jahr 1900 zersprang die Betglocke, da sie durch das Läuten zu Morgen- und Abendgebet sowie zum Vaterunser stark beansprucht wurde. Sie wurde daraufhin von Heinrich Kurtz aus Stuttgart umgegossen; zusätzlich wurde die Inschrift „Seine Gnade und Weisheit waltet über uns in Ewigkeit. Halleluja! Psalm 117, 2“ eingefügt. Die übrigen Glocken wurden dann auf die Betglocke abgestimmt.
1950 wurden drei Glocken von der Firma Heinrich Kurtz neu gegossen. Die sogenannte Christusglocke (e‘), die zum Gedenken an die Auferstehung und als Totenglocke geläutet wird, erhielt ein Monogramm Christi und die Inschrift „Kommt zu mir alle, die ihr mühselig und beladen seid! Matthäus 11, 28.“ Die als Passionsglocke geläutete sogenannte Friedensglocke (g‘) ist mit einem Weltkreis mit Kreuz sowie der Inschrift „Verleih uns Frieden gnädiglich“ verziert. Als dritte Glocke wurde die heute zum Gottesdienst geläutete Reich-Gottes-Glocke (a‘) neu gegossen und mit der Inschrift „Dein Reich komme. Matthäus 6, 10“, einem Kreuzzeichen und den griechischen Buchstaben Alpha und Omega geschmückt. Schließlich gibt es noch als kleinste die Taufglocke aus dem Jahr 1928.
Übersicht
| Glocke | Name                | Gussjahr | Durchmesser | Gewicht | Schlagton |
| ------ | ------------------- | -------- | ----------- | ------- | --------- |
| 1      | Betglocke           | 1901     | 1600 mm     | 2680 kg | c′        |
| 2      | Christusglocke      | 1950     | 1230 mm     | 1345 kg | e′        |
| 3      | Friedensglocke      | 1950     | 1030 mm     | 0803 kg | g′        |
| 4      | Reich-Gottes-Glocke | 1950     | 0920 mm     | 0557 kg | a′        |
| 5      | Taufglocke          | 1928     | 0800 mm     | 0339 kg | c″        |